# Tunivisions
Tunivisions est un magazine tunisien rattaché à la presse people. Il appartient au groupe Media Visions Editing.

## Historique
Il est créé en 1997, sous l'impulsion de Jalel Jedy, sous forme de mensuel, avec la vocation de mettre en valeur la culture et le style de vie tunisien.
En 2006, il est réédité par le journaliste Kaïs Ben Mrad, sous l'égide du magazine Réalités.
En 2009, l'homme de média Nizar Chaari le rachète et concentre sa ligne éditoriale sur les célébrités tunisiens.
Le magazine est édité le premier samedi du mois et vendu en kiosque à 3,500 dinars.

## Ligne éditoriale
Magazine people, Tunivisions couvre l'actualité nationale et internationale des « Tunisiens qui bougent, en recherchant le scoop en images ». Il reste un débouché pour les agences photographiques. Cependant, le mensuel a une facette show biz et presse people très affirmée. La vie des célébrités et les clichés de photographes forment une part majeure de sa ligne éditoriale.

## Rubriques
- Édito : Nizar Chaari, directeur général, commente l'actualité et présente des « Tunisiens qui réussissent » ;
- Feedback : La rubrique donne la parole aux lecteurs et aux fans du magazine dont les avis, commentaires et courriers publiés, leur permettant ainsi de commenter l'actualité people nationale ;
- Les 10 visions : La rubrique donne les dix informations les plus marquantes concernant les people ;
- Events : La rubrique basée sur des reportages photos retrace les évènements importants qui réunissant les VIP en Tunisie ou à l'étranger ;
- Trendsetter : La rédaction présente les nouvelles tendances en matière de décoration, de technologies ou de cosmétique ;
- En couv’ : La rubrique fournit sur cinq pages une analyse d'un événement à travers une enquête ou l'interview d'une personnalité tunisienne ;
- Sous les projos : La rubrique présente des portraits illustrés de personnalités tunisiennes « qui ont un parcours remarquable » dans divers domaines ;
- Style de villes : La rédaction y partage ses bons plans de sortie ;
- Visionscult : Diverses sorties culturelles sont présentées dans cette rubrique ;
- Vie de star / Vie de lecteur : La rubrique présente le quotidien d'une personnalité mais aussi d'un lecteur choisi sur Facebook via les votes du public ;
- Making of : La rubrique présente comment se monte une émission, comment se gère un tournage ou un concert ;
- Save the date : La rubrique donne l'agenda des sorties culturelles du mois ;
- Webzone : Une sélection d'articles provenant des partenaires Web du magazine est présentée ;
- Jeux : La rédaction prépare des jeux pour ses lecteurs renouvelés chaque mois ;
- BD : Tunis 2050, série animée découverte lors du mois de ramadan 2009, propose de nouvelles aventures originales écrites exclusivement pour Tunivisions[1] ;
- Tzanzina : Une chronique de Karim Ben Amor qui communique son humeur du moment en général et sur les medias en particulier.

## Vedito
Dans le souci de la complémentarité entre le magazine presse et le site Web, Nizar Chaari crée le « Vedito », une sorte d'éditorial en vidéo qui revient chaque mois sur les moments forts du mois précèdent et annonce la couleur pour la nouvelle édition.

## Couvertures
Depuis la sortie de sa nouvelle formule en avril 2010, le magazine Tunivisions a dédié sa couverture à plusieurs personnalités tunisiennes : hommes politiques, stars du show business et sportifs de haut niveau.

### 2010
- Avril 2010 : Mariem Ben Memi
- Mai 2010 : Fatma Zahra Maater
- Juin 2010 : Dhafer El Abidine
- Juillet 2010 : Dorra Zarrouk
- Août 2010 : Lassad sans plomb, Abdelhamid et Nahoula (Tunis 2050)
- Septembre 2010 : Ahmed Landolsi
- Octobre 2010 : Dora Bouchoucha
- Novembre 2010 : Amina Ben Doua, Wissal Kasraoui et Linda Rahali (Mosaïque FM)
- Décembre 2010 : Feriel Graja

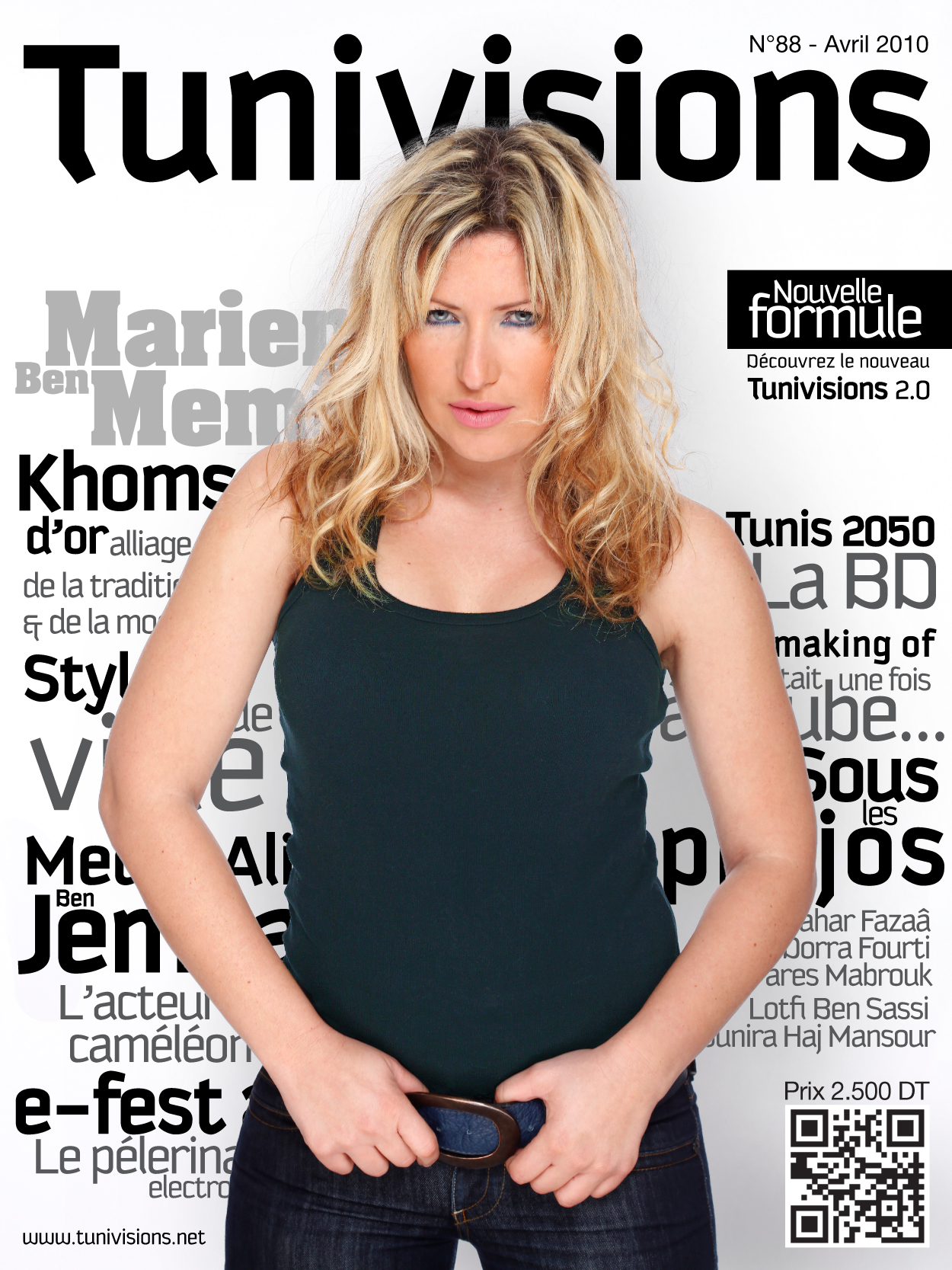
Couverture du numéro 88 d'avril 2010.
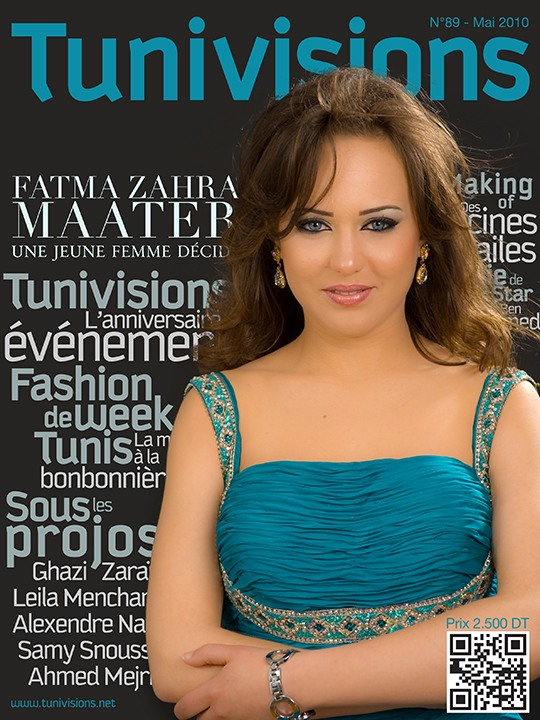
Couverture du numéro 89 de mai 2010.
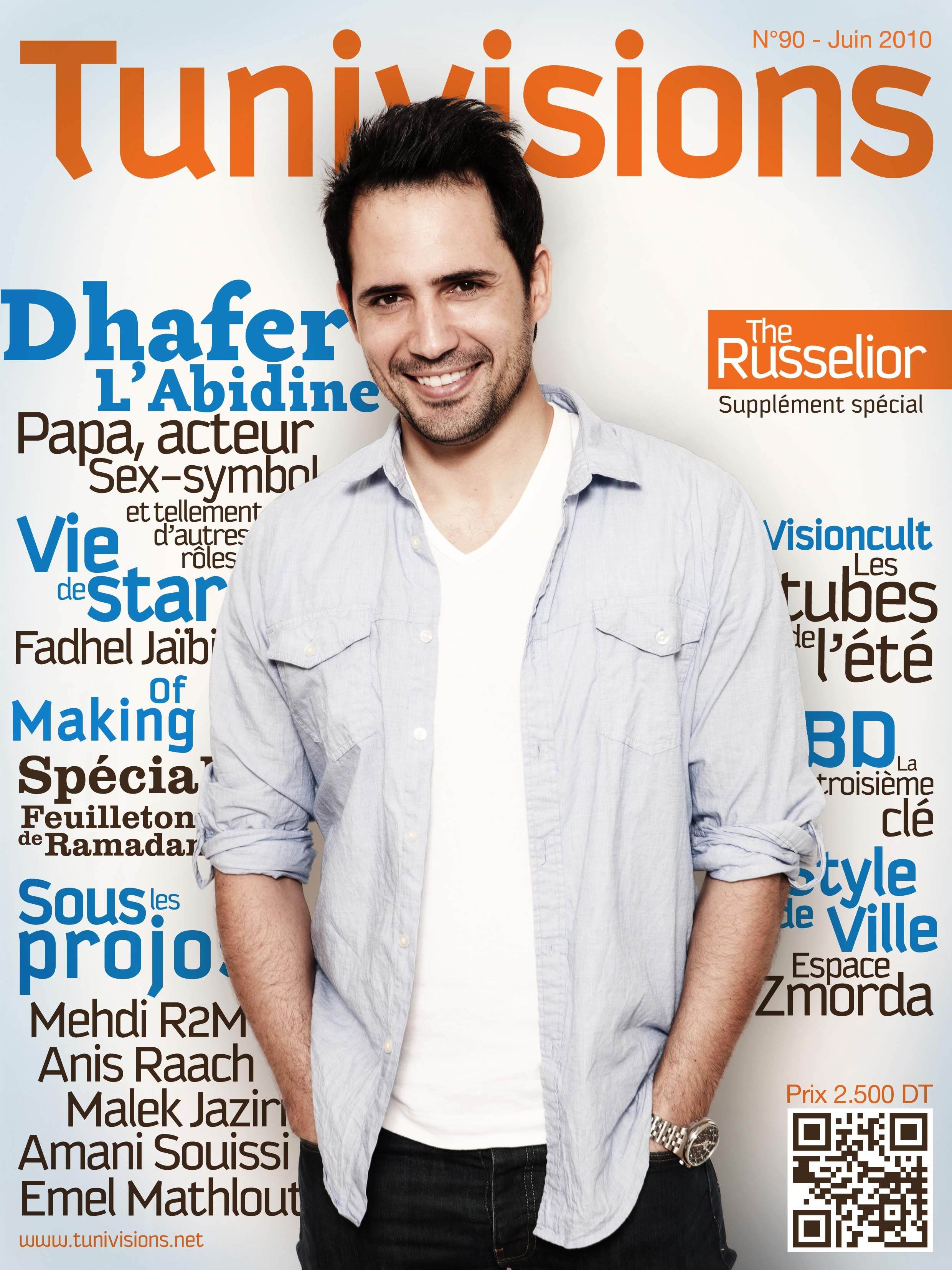
Couverture du numéro 90 de juin 2010.
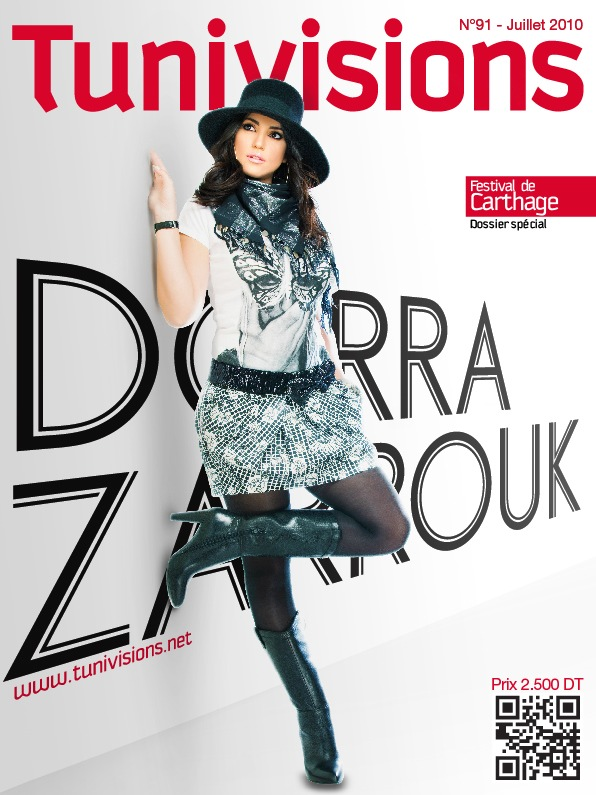
Couverture du numéro 91 de juillet 2010.
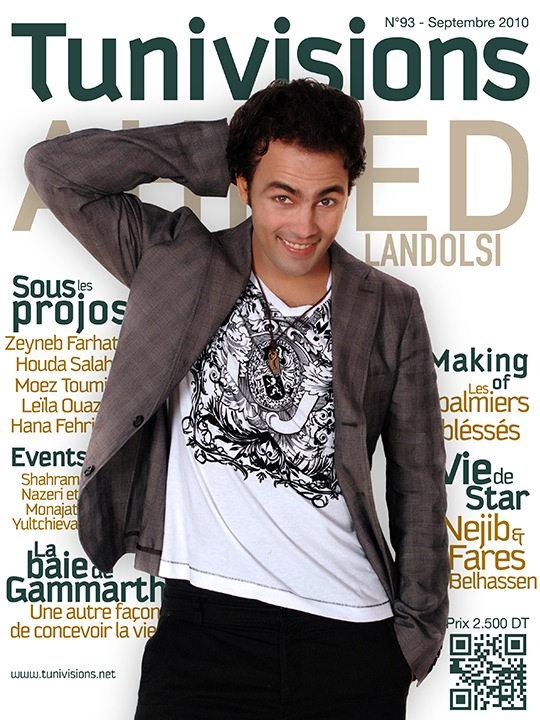
Couverture du numéro 93 de septembre 2010.
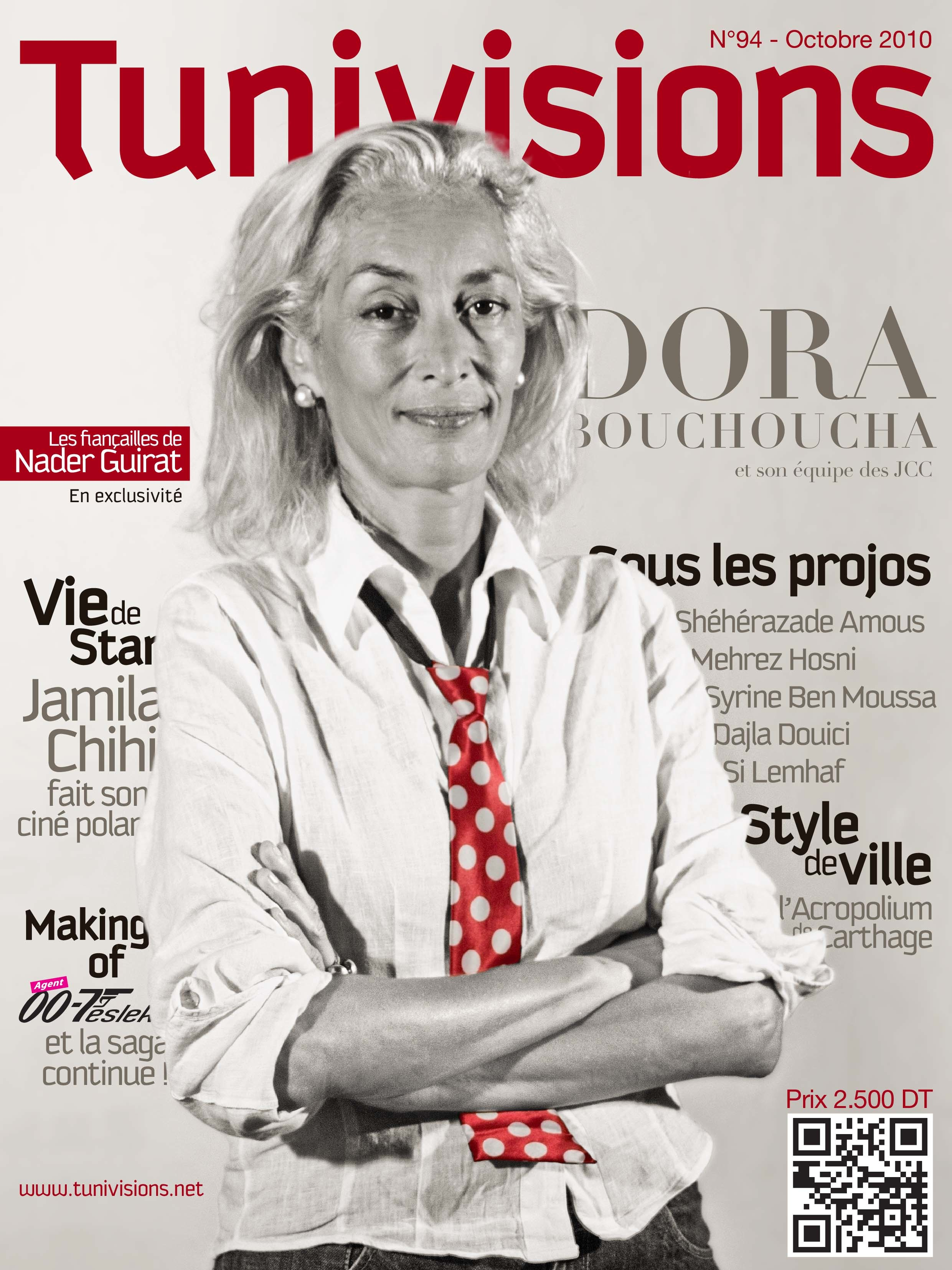
Couverture du numéro 94 d'octobre 2010.

### 2011
- Janvier 2011 : Zeineb Boukottaya, Miss Cover Girl 2010
- Février 2011 : Slim Amamou (révolution tunisienne)
- Mars 2011 : Emel Mathlouthi
- Avril 2011 : Karrita's Manifesto
- Mai 2011 : Lotfi Bouchnak
- Juin 2011 : Hend Sabri
- Juillet 2011 : Ons Jabeur
- Août 2011 : Kenza Fourati
- Septembre 2011 : Boris Boillon
- Octobre 2011 : Chekra Rammeh
- Novembre 2010 : Youssef Msakni, Danilo Bueno et Zouhaier Dhaouadi (football en Tunisie)
- Décembre 2011 : Farès Belhassen

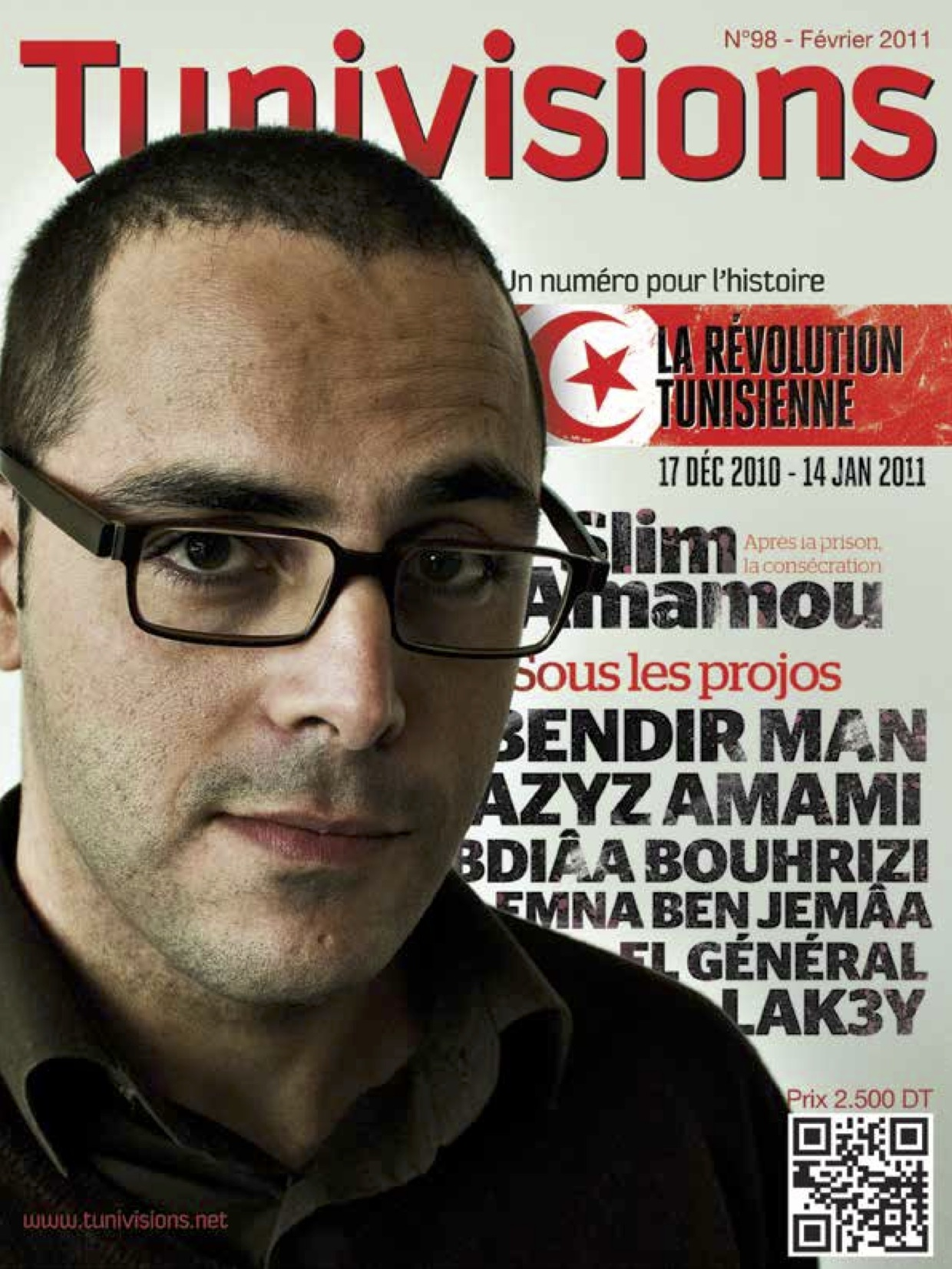
Couverture du numéro 98 de février 2011.
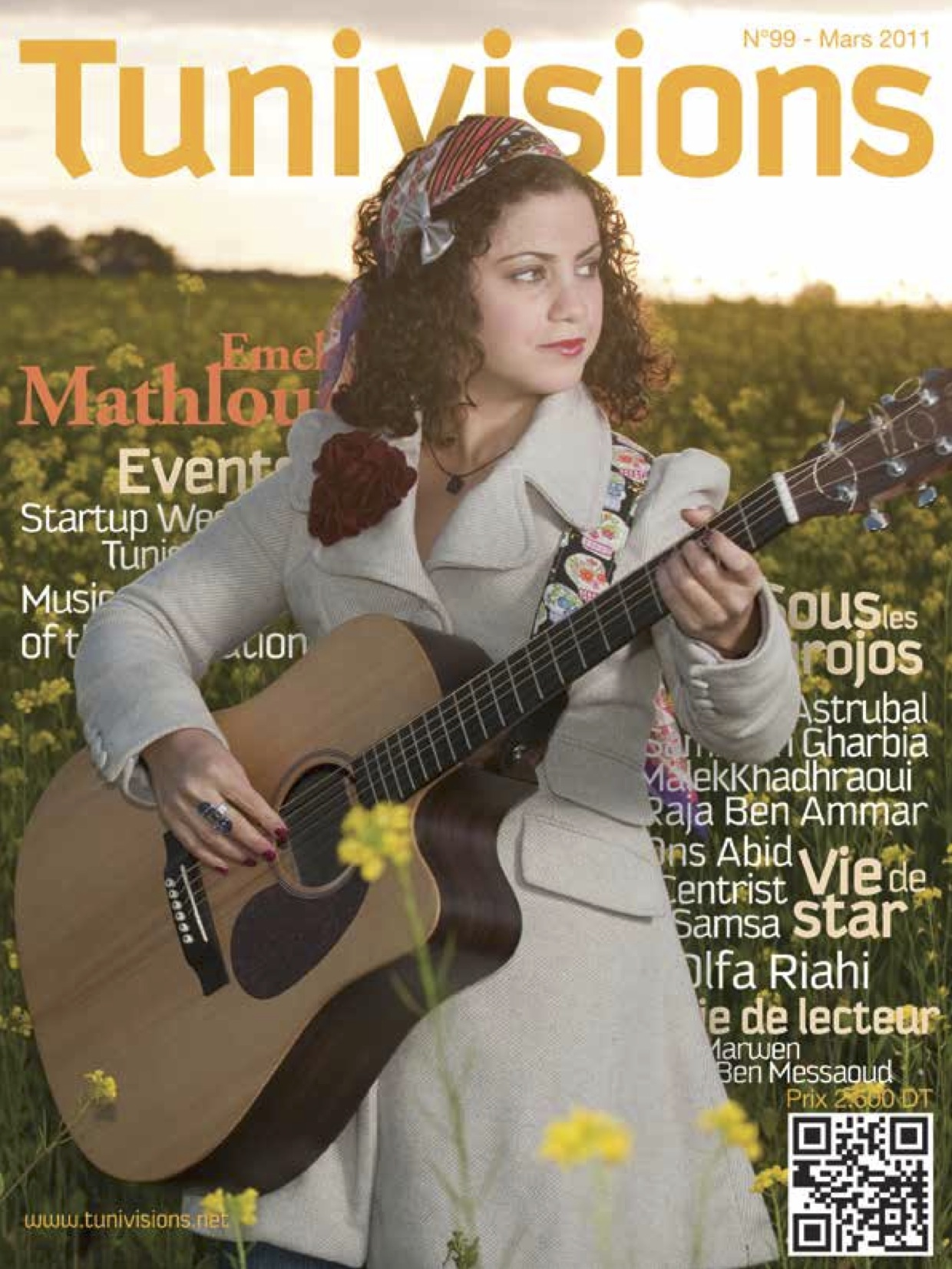
Couverture du numéro 99 de mars 2011.
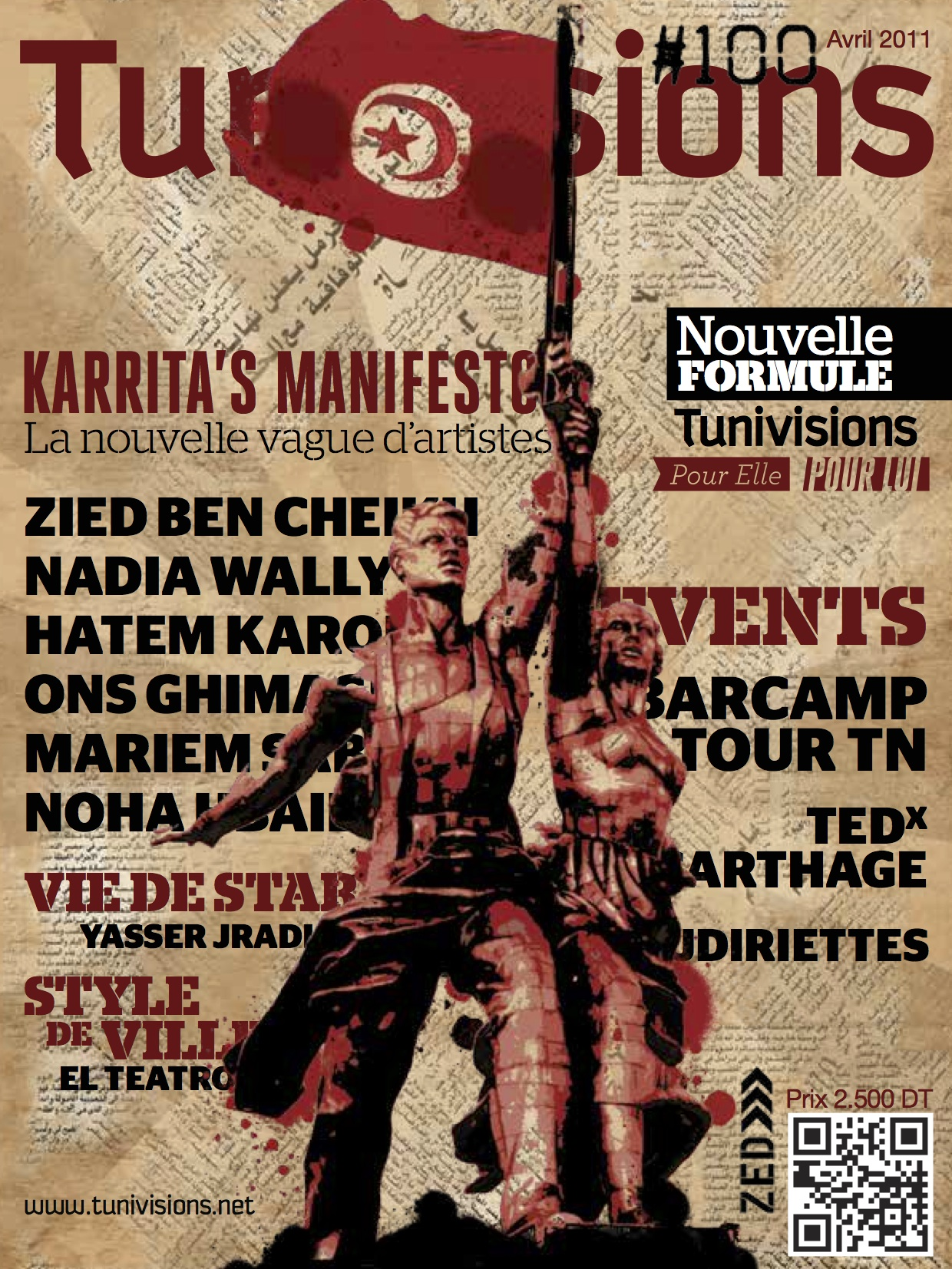
Couverture du numéro 100 d'avril 2011.
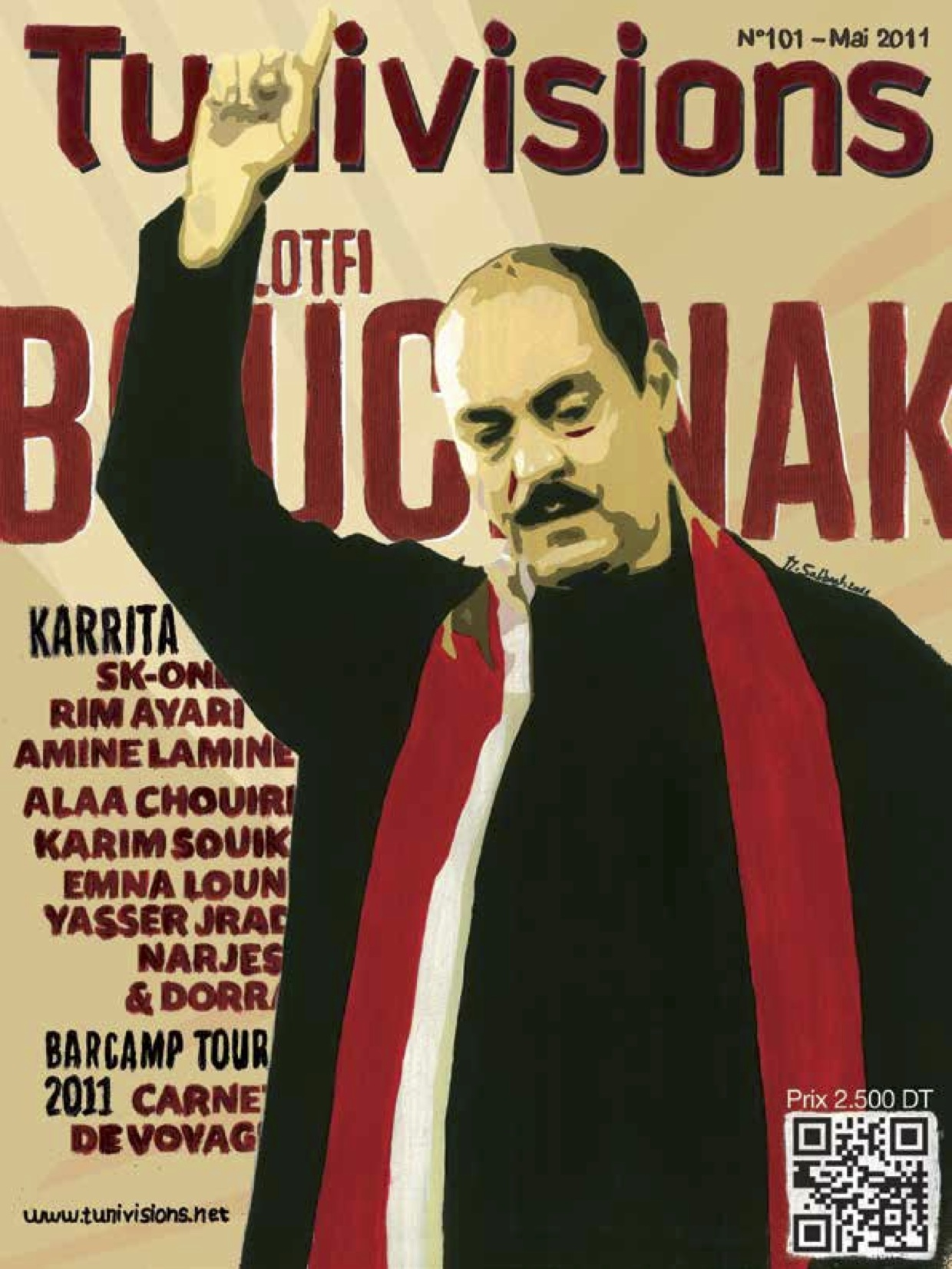
Couverture du numéro 101 de mai 2011.
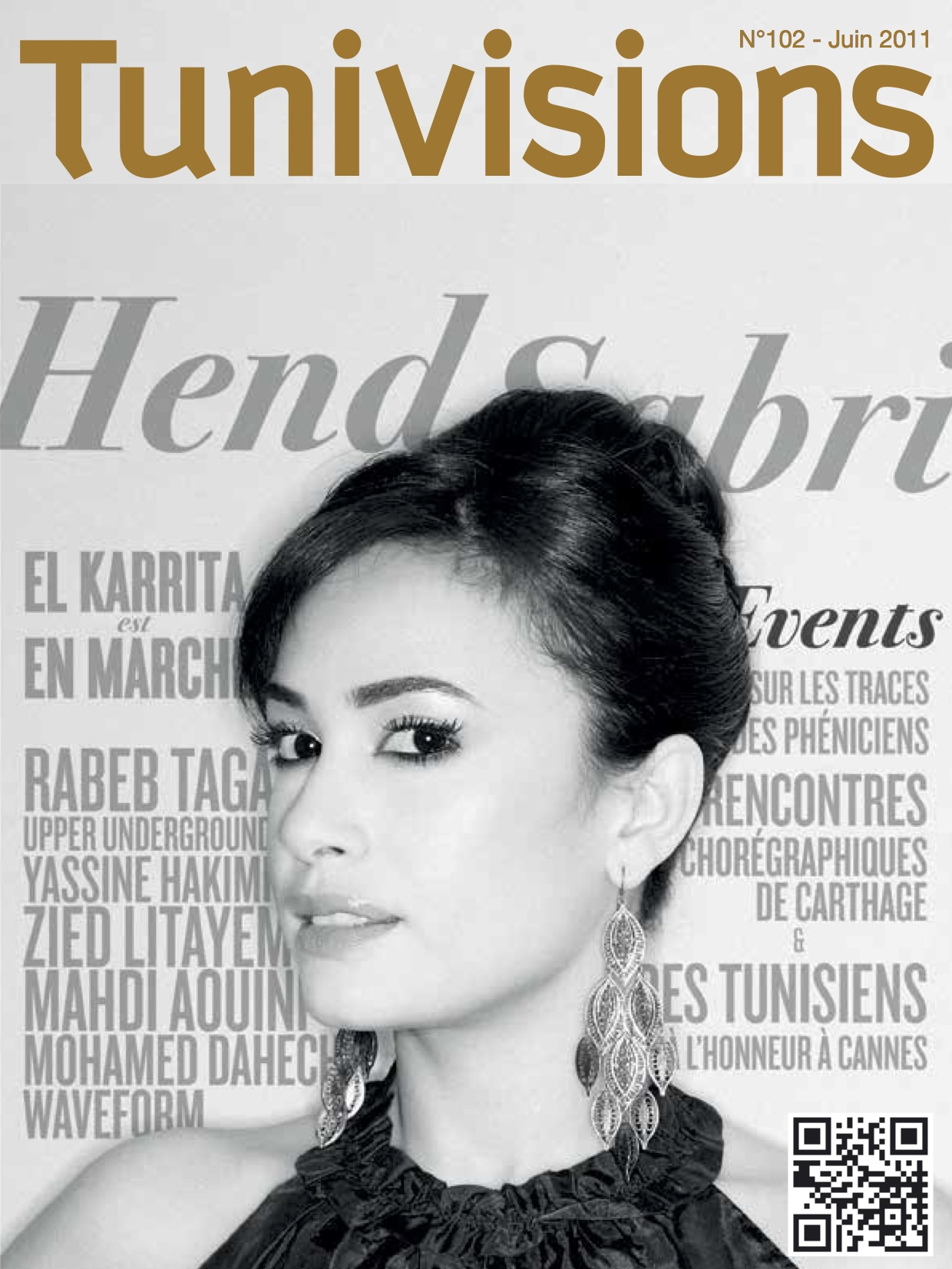
Couverture du numéro 102 de juin 2011.
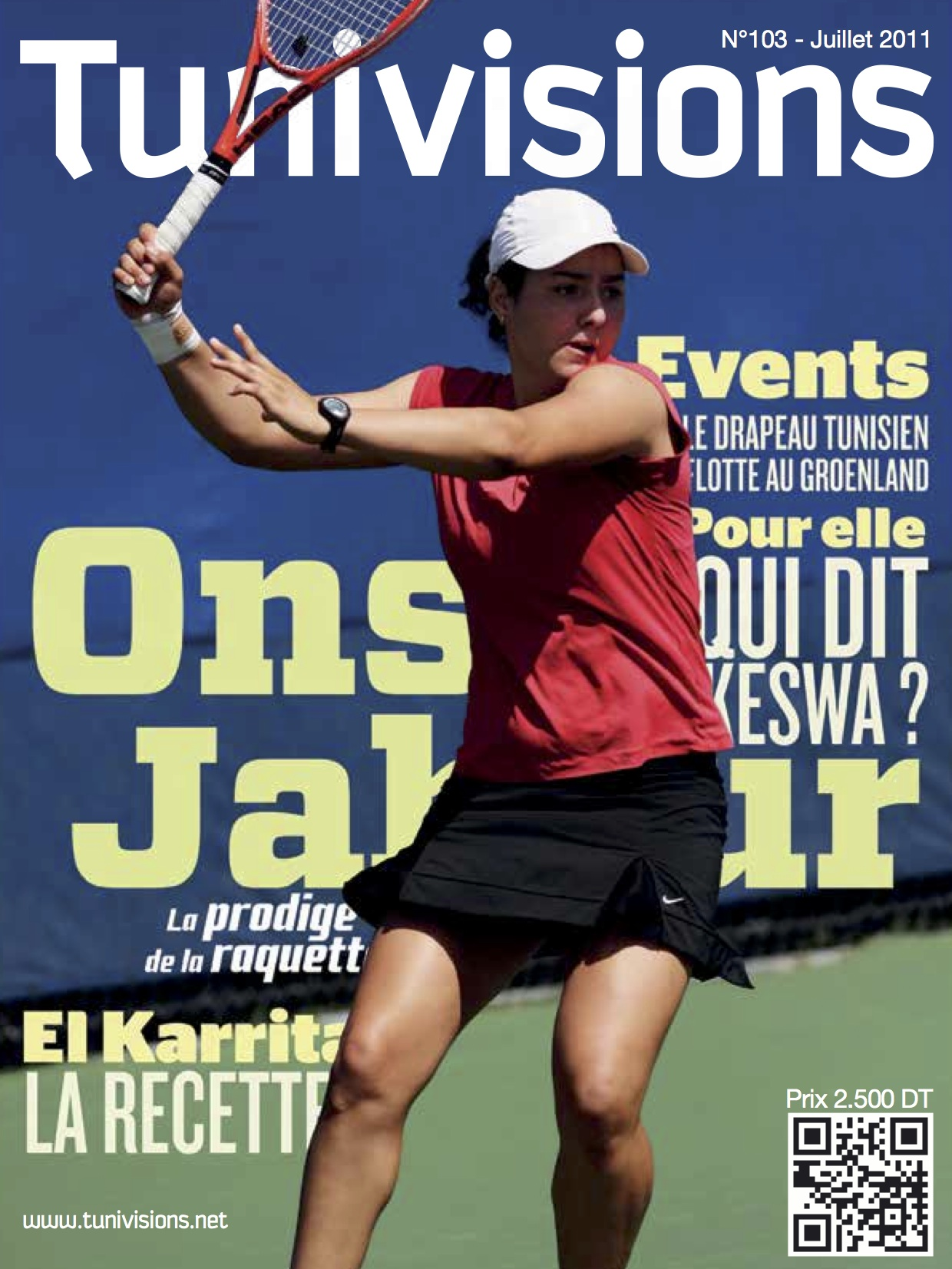
Couverture du numéro 103 de juillet 2011.

### 2012
- Janvier 2012 : Béji Caïd Essebsi
- Février 2012 : Aïcha Ben Ahmed et Oussama Mellouli (Saint-Valentin)
- Mars 2012 : Lotfi Abdelli
- Avril 2012 : Souhir Ben Amara
- Mai 2012 : Rym Saïdi
- Juin 2012 : Rim El Benna
- Juillet 2012 : Samira Magroun et Adel Chedli
- Août 2012 : Najla Ben Abdallah
- Septembre 2012 : Mariem Ben Chaâbane
- Octobre 2012 : Maram Ben Aziza
- Novembre 2012 : Moncef Marzouki
- Décembre 2012 : Béji Caïd Essebsi

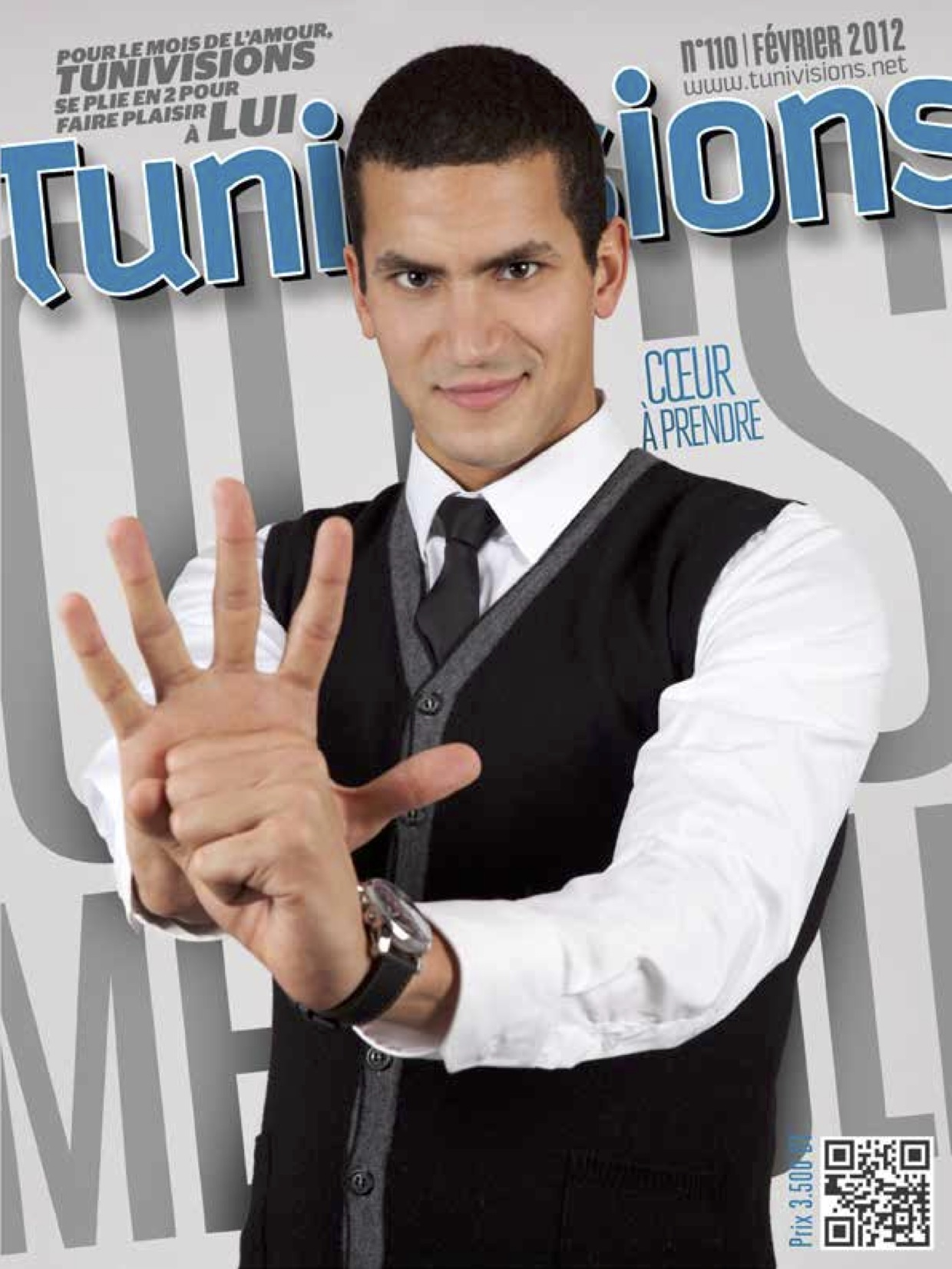
Couverture du numéro 110 de février 2012.
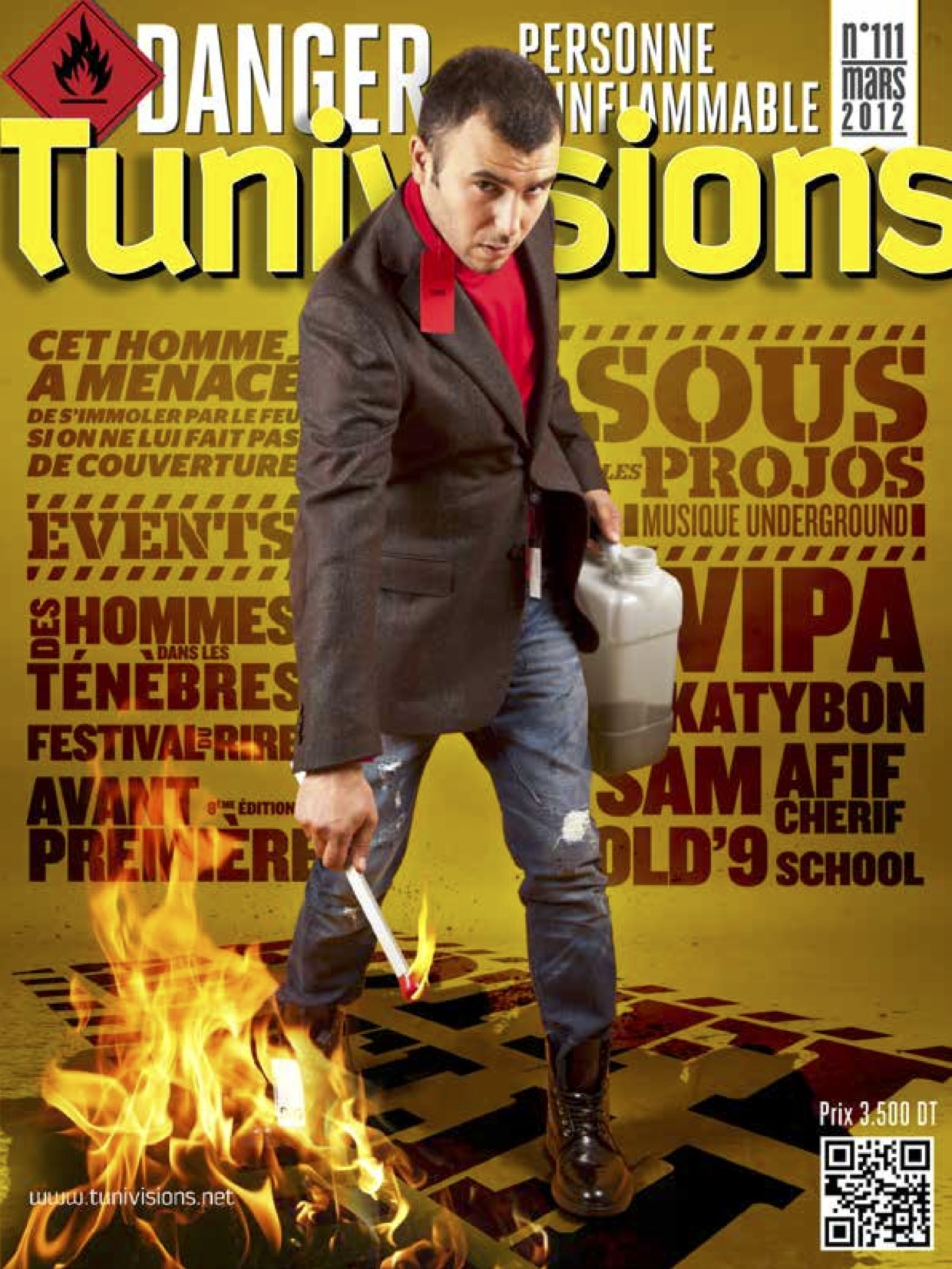
Couverture du numéro 111 de mars 2012.
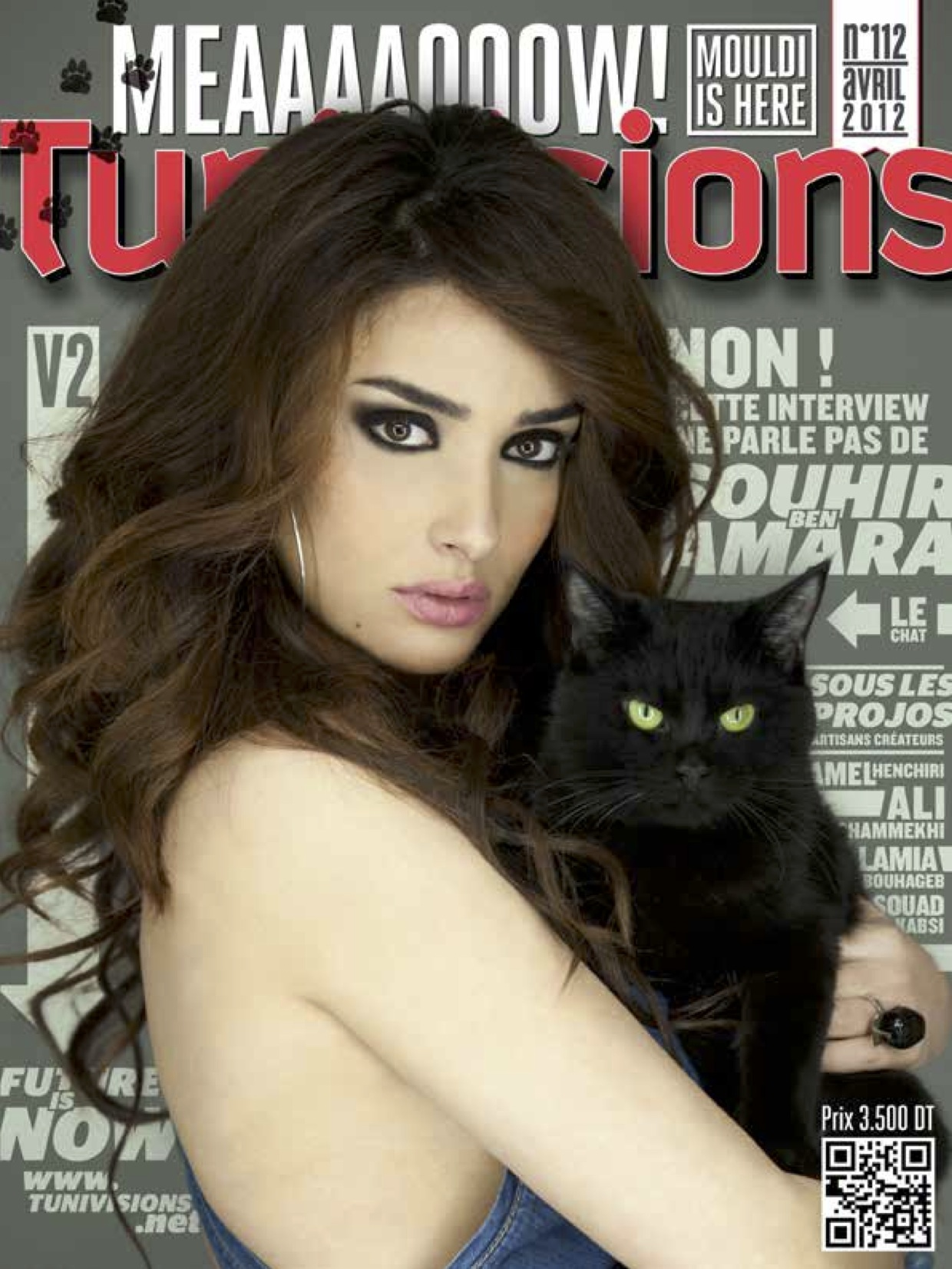
Couverture du numéro 112 d'avril 2012.
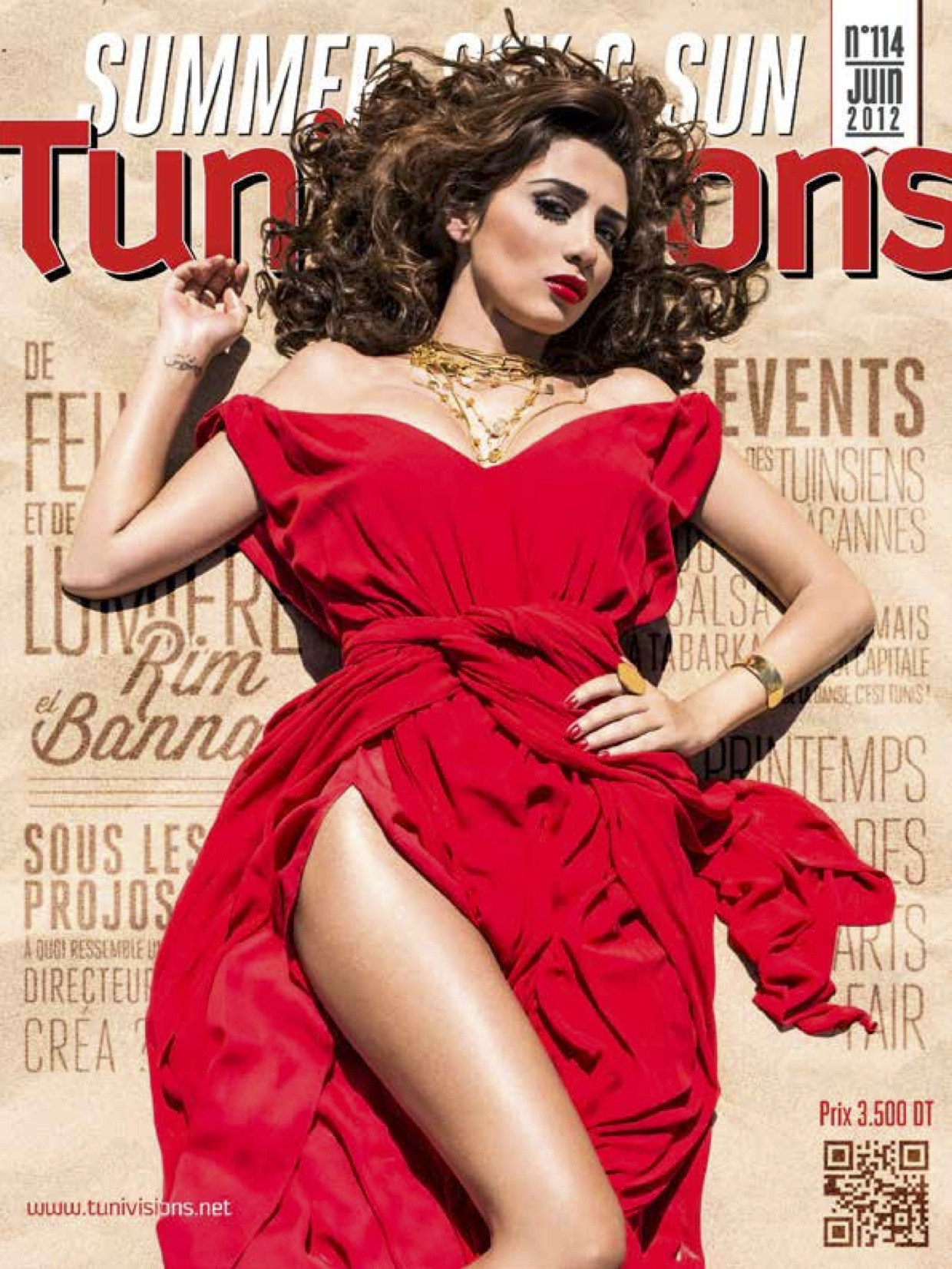
Couverture du numéro 114 de juin 2012.
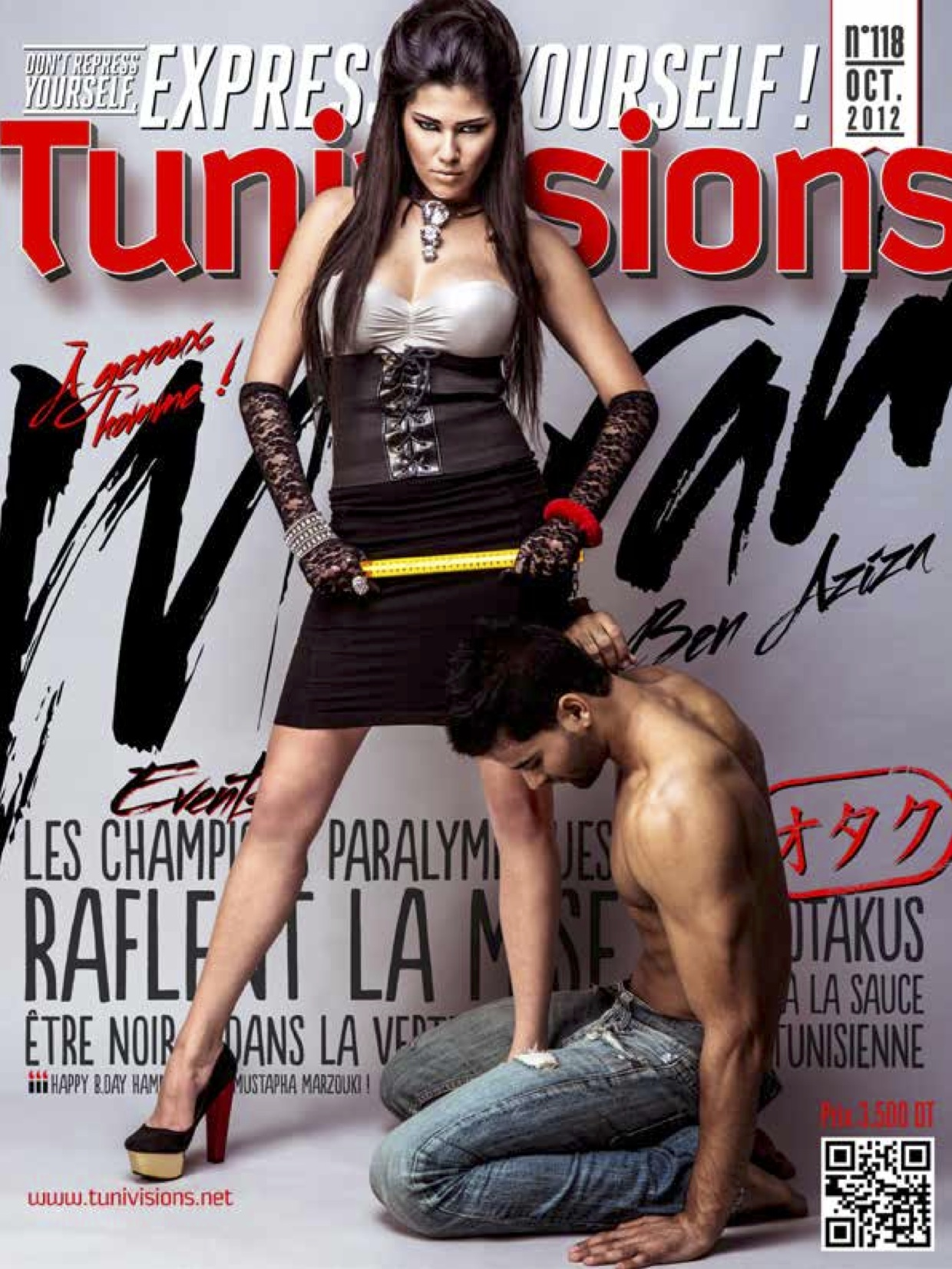
Couverture du numéro 118 d'octobre 2012.
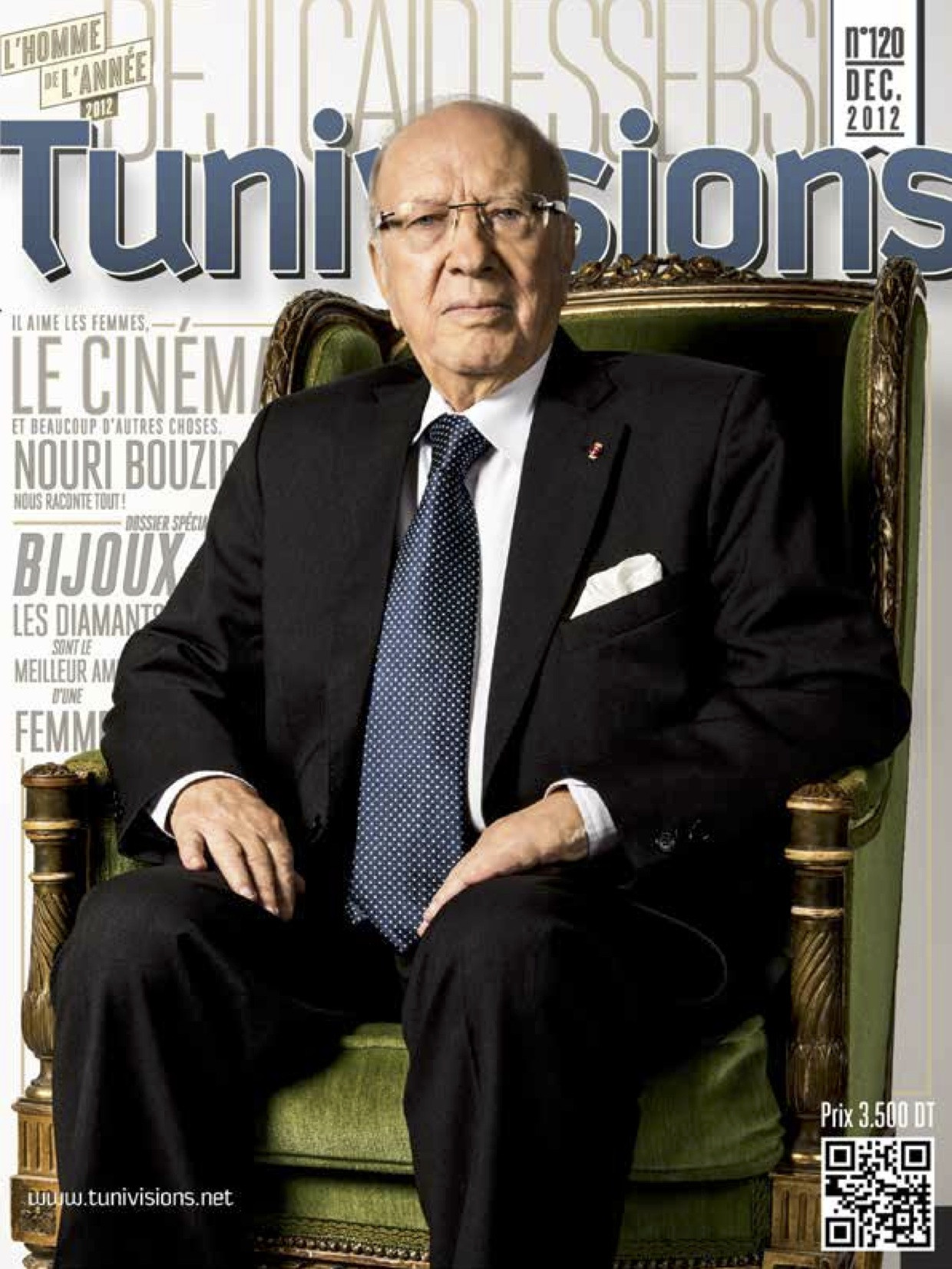
Couverture du numéro 120 de décembre 2012.

### 2013
- Janvier 2013 : Sami Fehri
- Février 2013 : Saïd Aïdi
- Mars 2013 : Chokri Belaïd
- Avril 2013 : Aziza Bayar
- Mai 2013 : Hiba Telmoudi, Miss Tunisie 2013
- Juin 2013 : Imen Cherif
- Juillet 2013 : Lotfi Bouchnak
- Août 2013 : Lotfi Abdennadher
- Septembre 2013 : Meriam Ben Hussein
- Octobre 2013 : Fethi Haddaoui
- Novembre 2013 : Nejib Belkadhi
- Décembre 2013 : Samia Meddeb

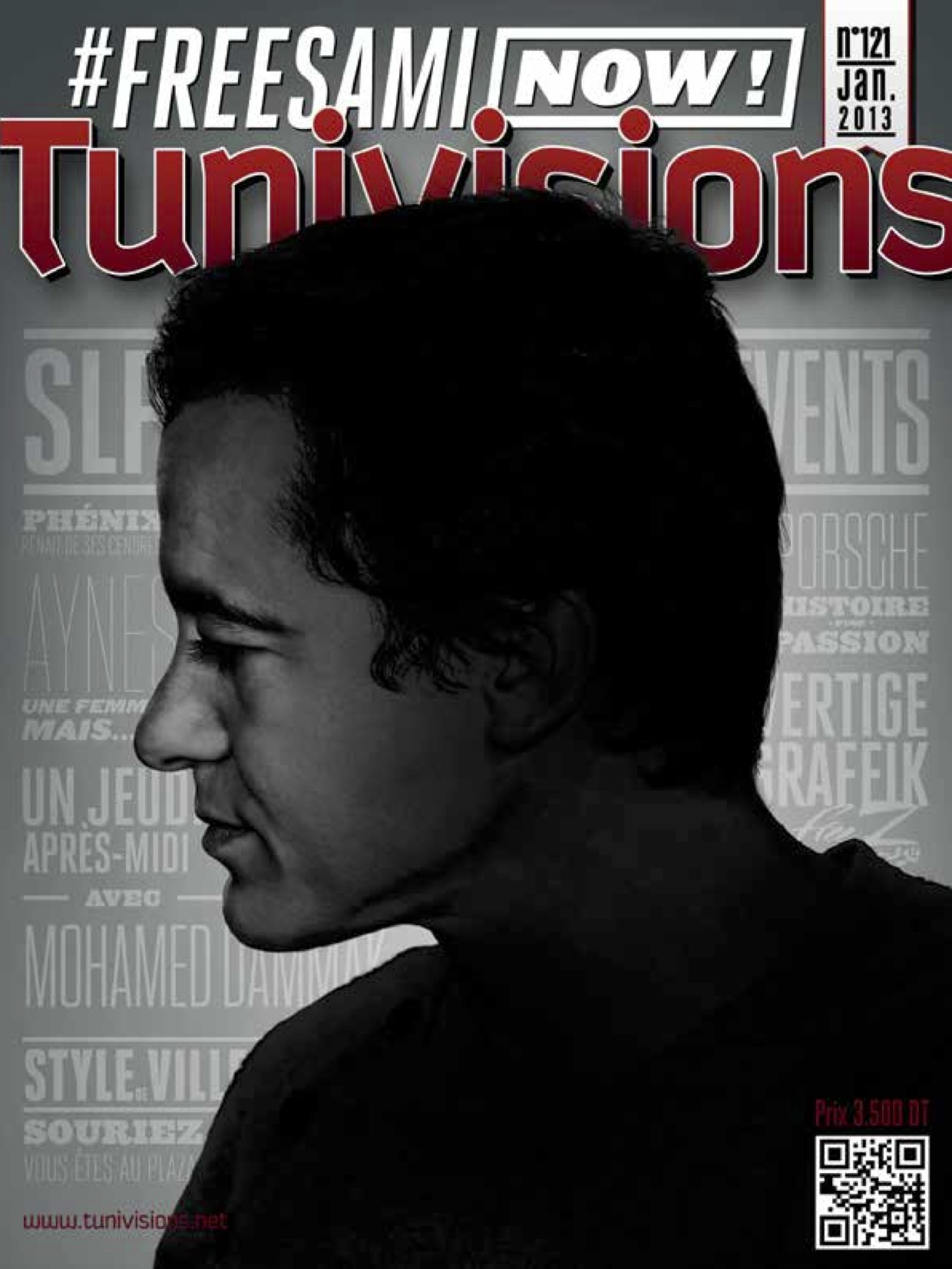
Couverture du numéro 121 de janvier 2013.
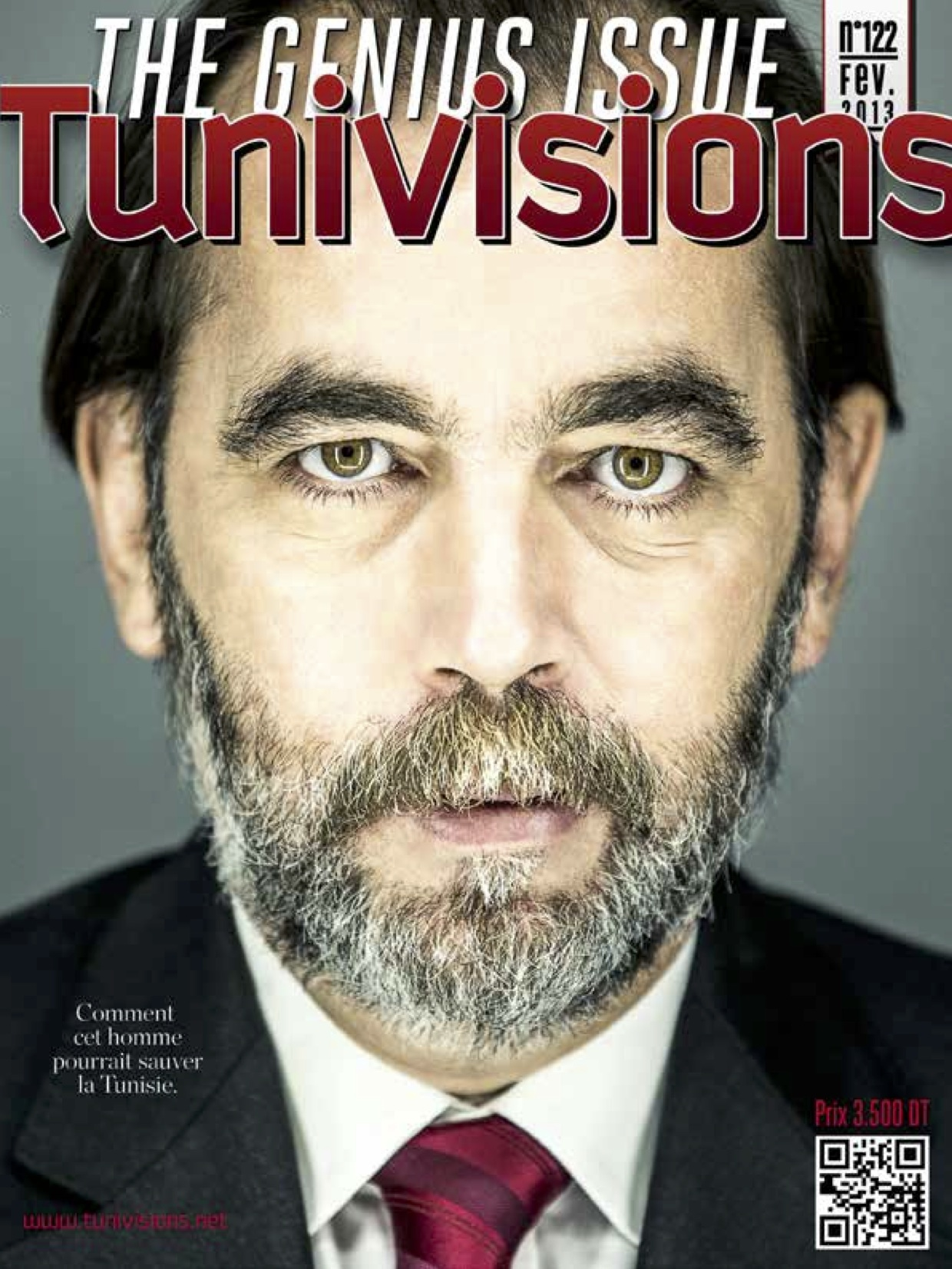
Couverture du numéro 122 de février 2013.
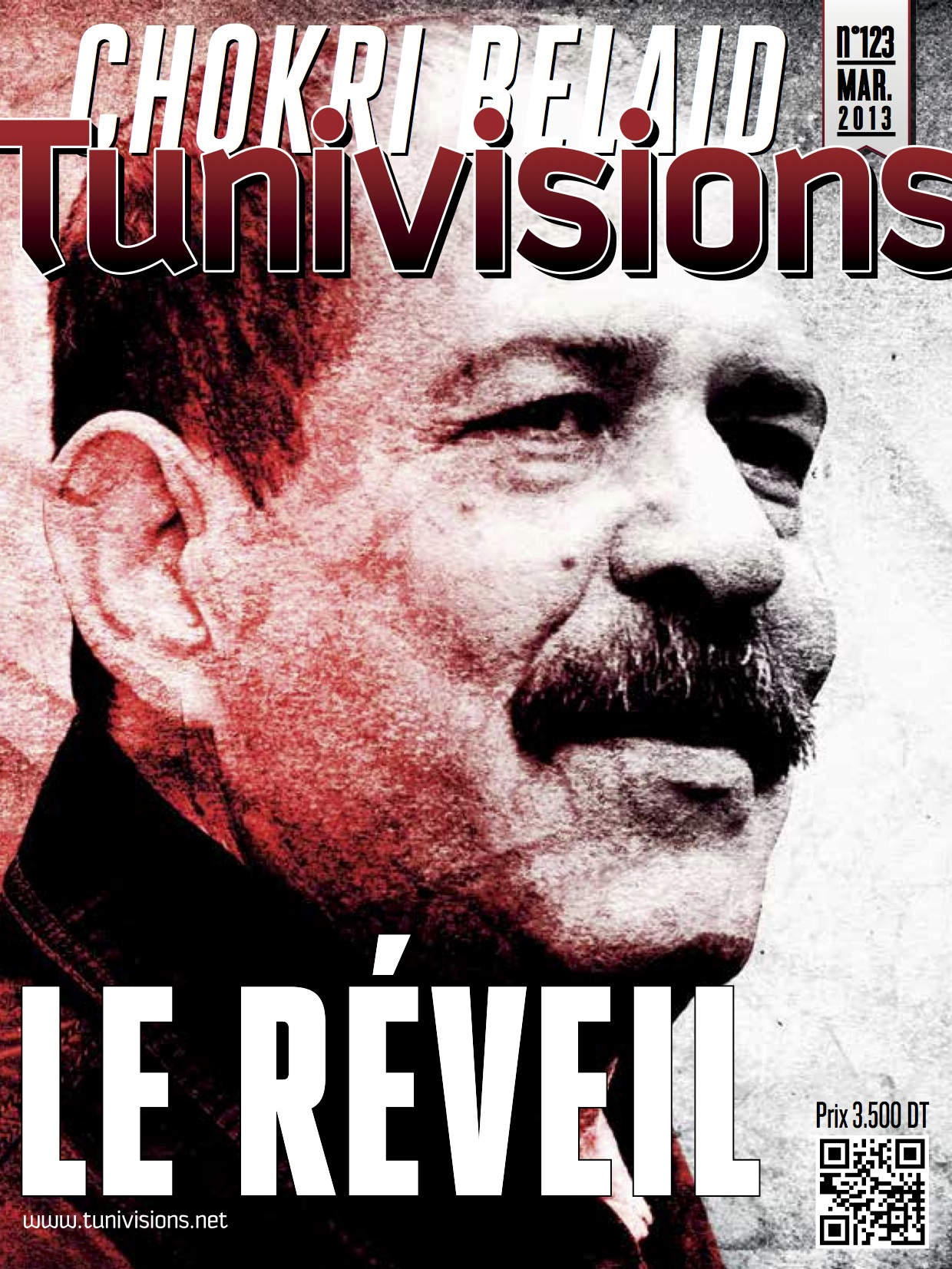
Couverture du numéro 123 de mars 2013.
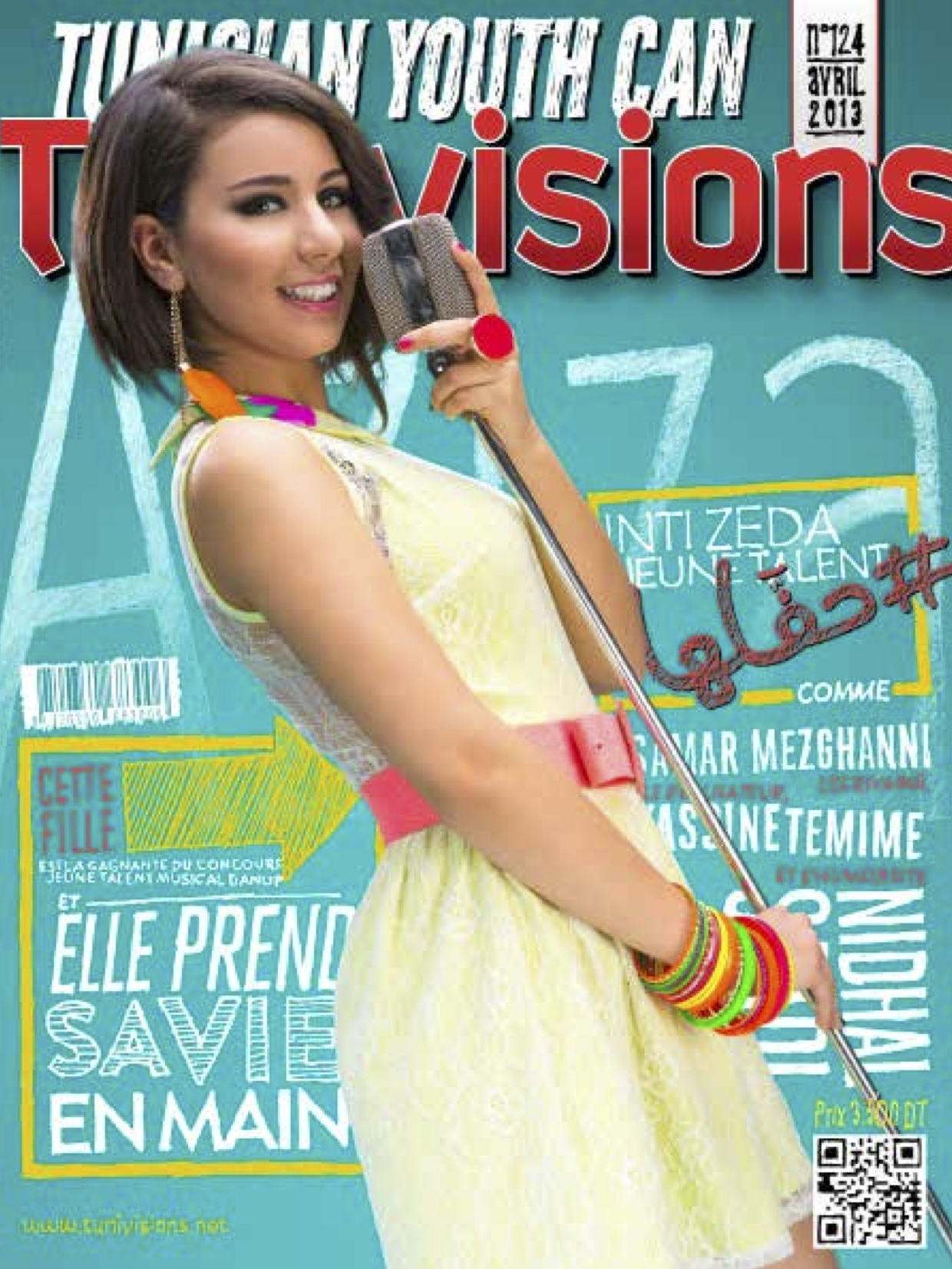
Couverture du numéro 124 d'avril 2013.
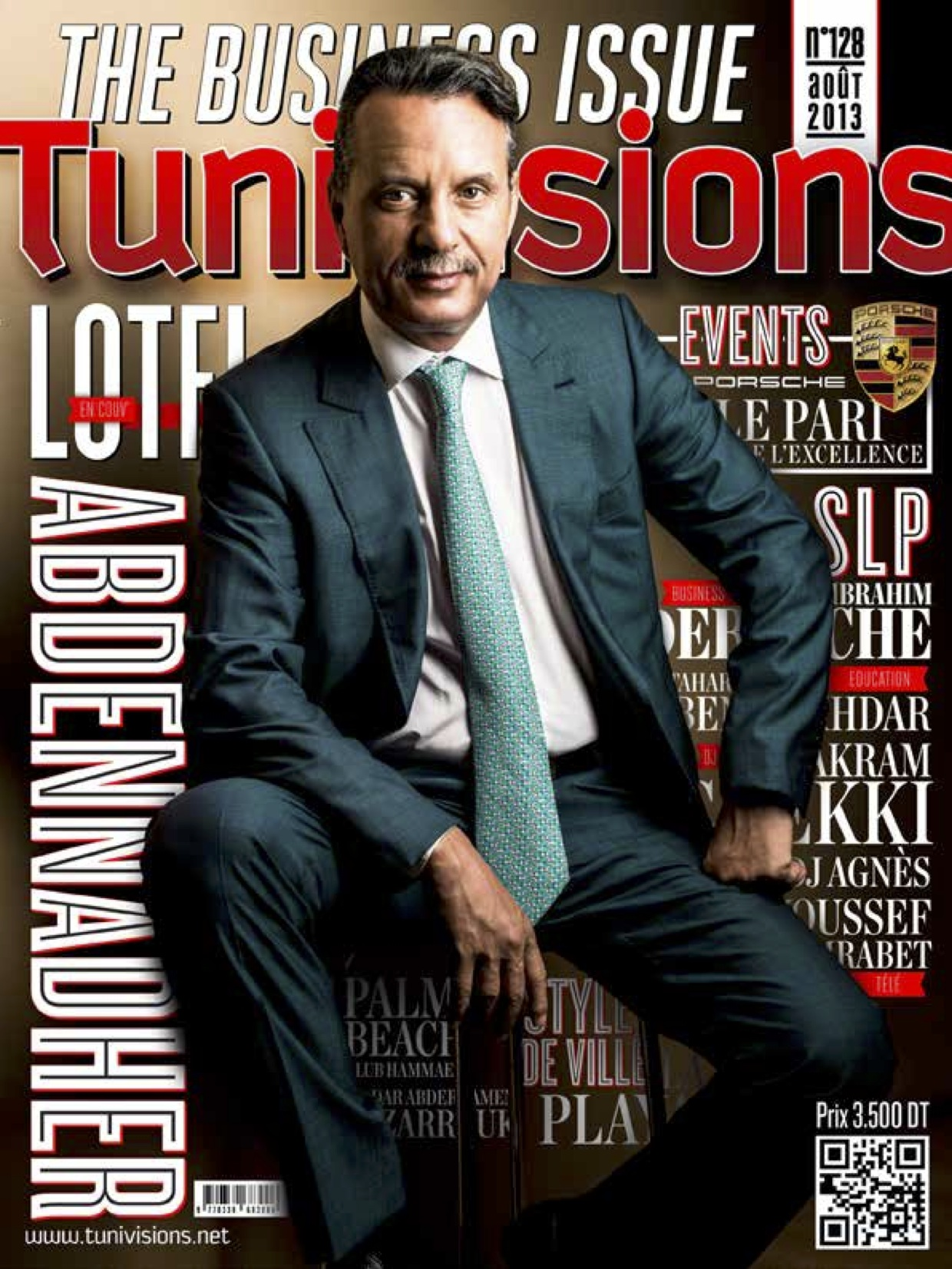
Couverture du numéro 128 d'août 2013.
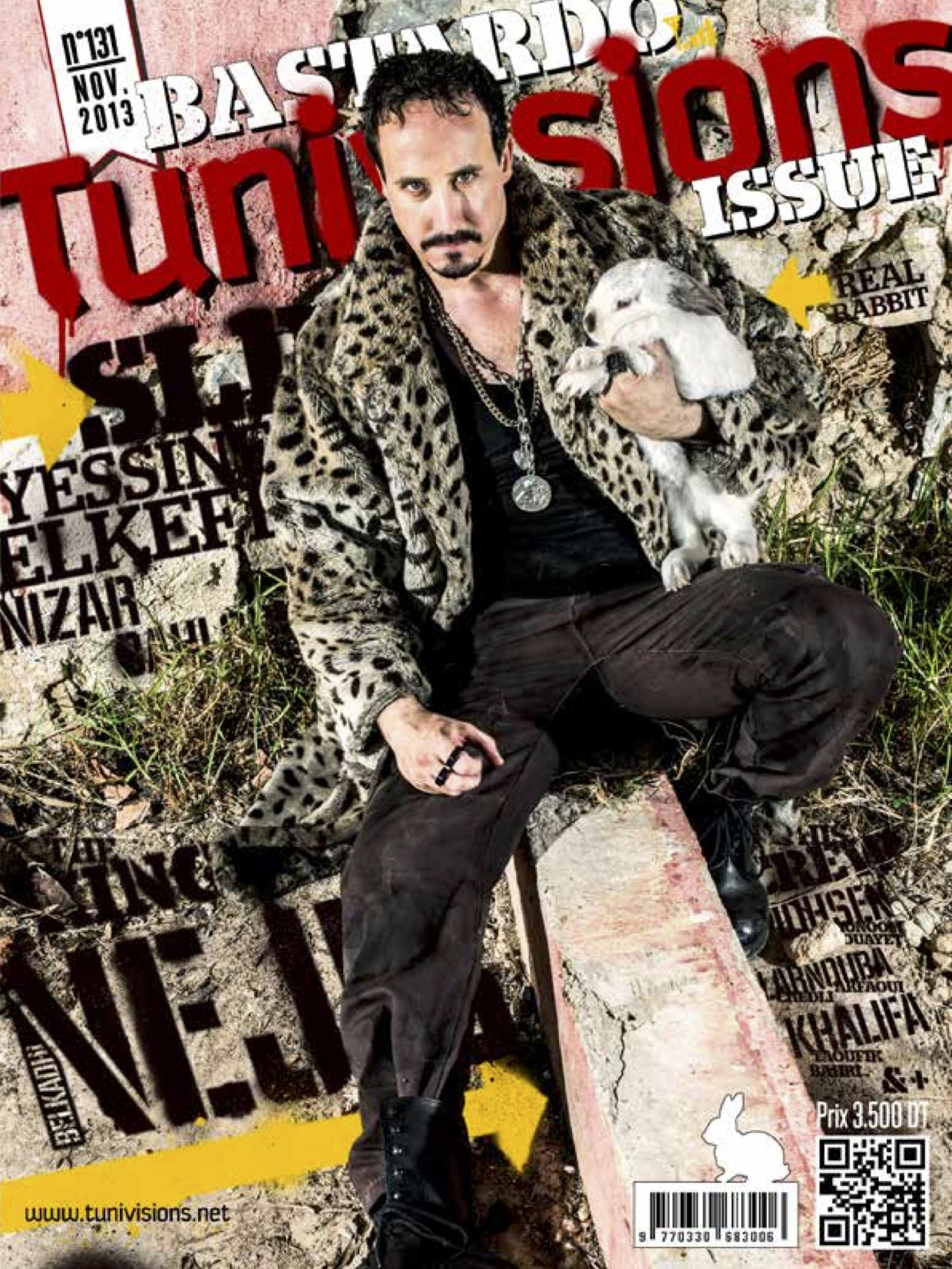
Couverture du numéro 131 de novembre 2013.

### 2014
- Janvier 2014 : Hassen Doss
- Février 2014 : Leïla Ben Khalifa
- Mars 2014 : Lamine Nahdi
- Avril 2014 : Gladiator Issue
- Mai 2014 : Miss Sony Z2
- Juin 2014 : Lobna Sediri
- Juillet 2014 : Khouloud Hedhli
- Août-Septembre 2014 : Nidhal Saadi (ar)
- Octobre 2014 : Wahiba Arres, Miss Tunisie 2014
- Novembre 2014 : Meriem Ben Mami
- Décembre 2014 : Mohamed Mrad

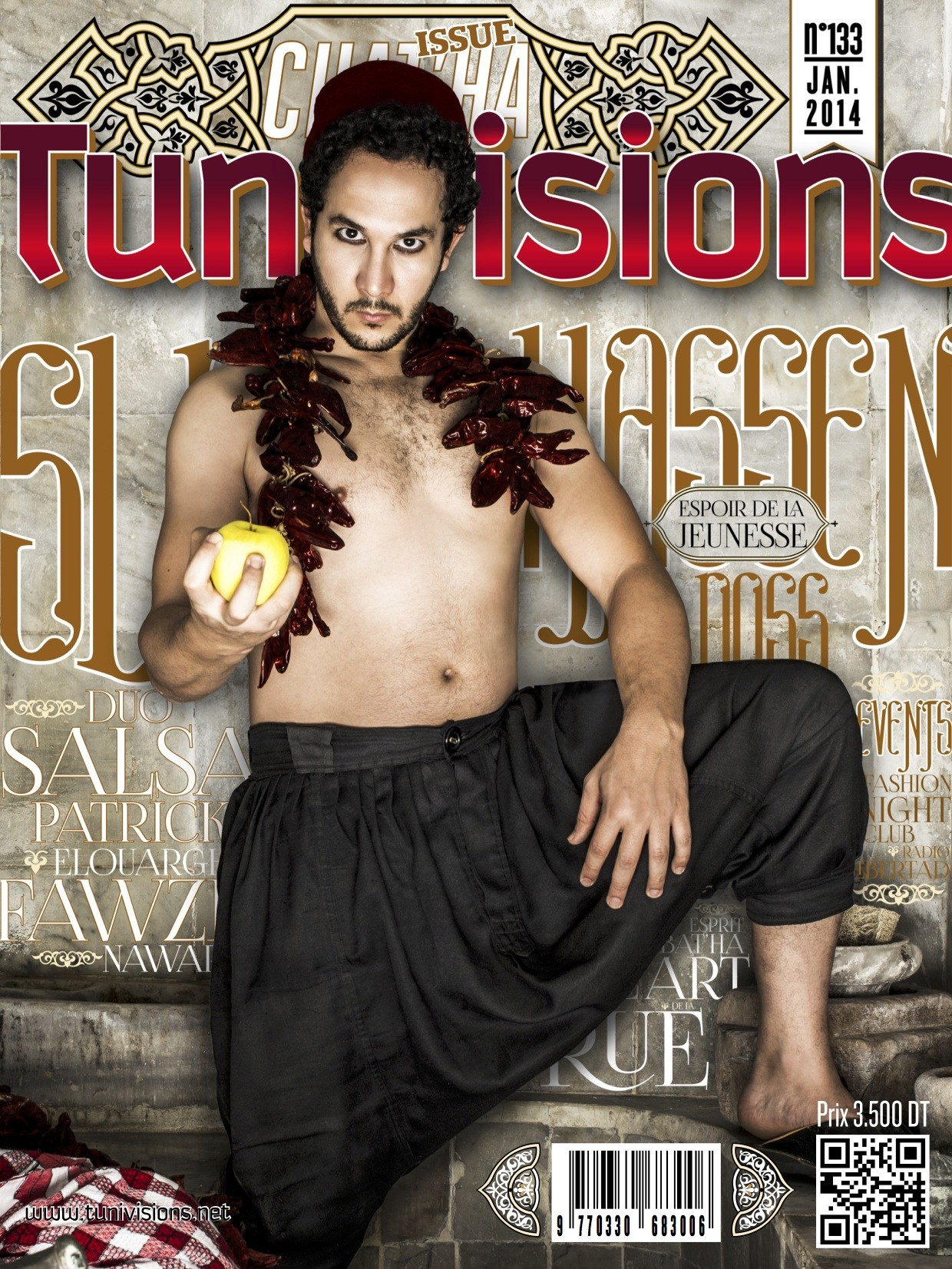
Couverture du numéro 133 de janvier 2014.
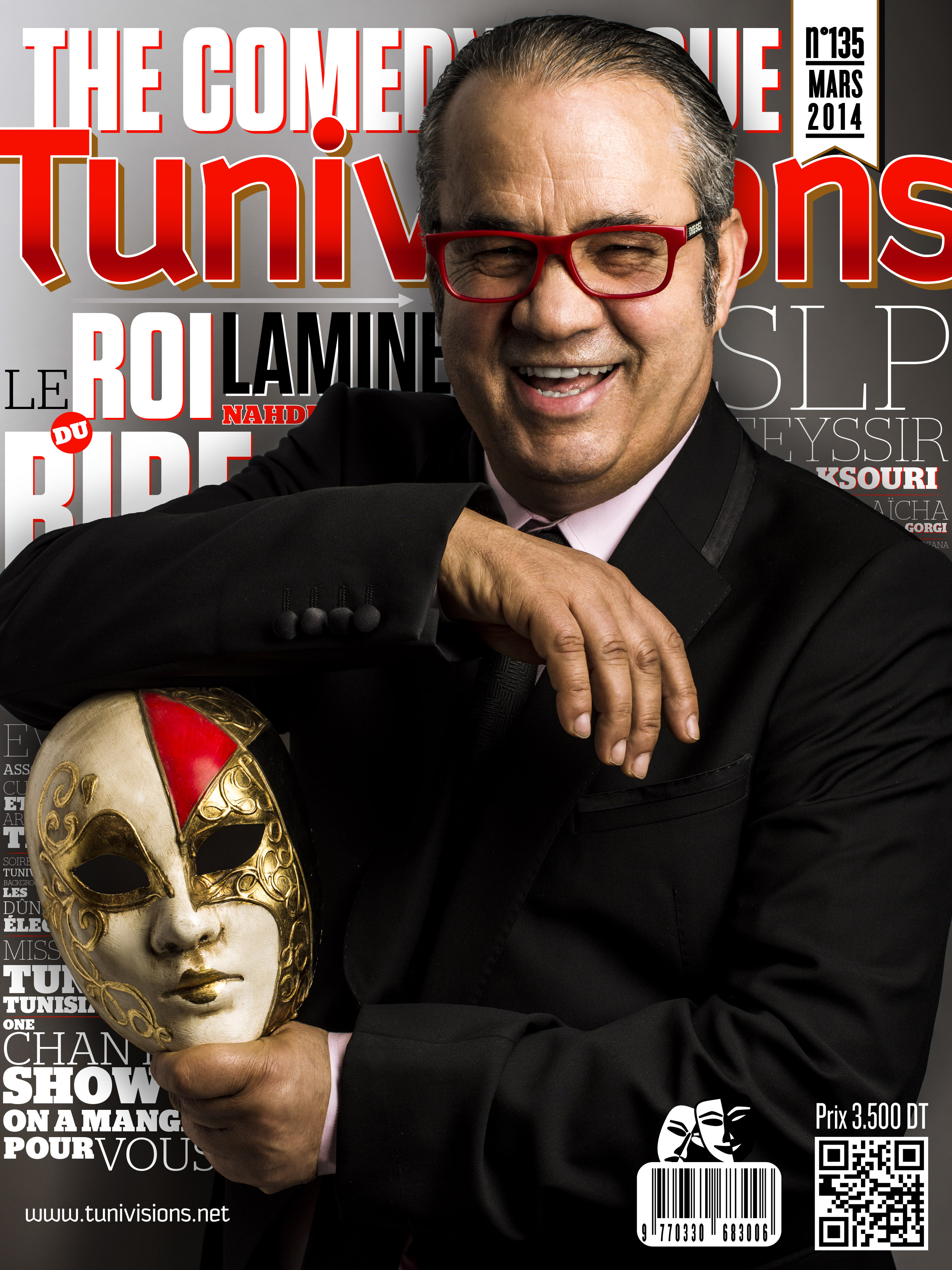
Couverture du numéro 135 de mars 2014.
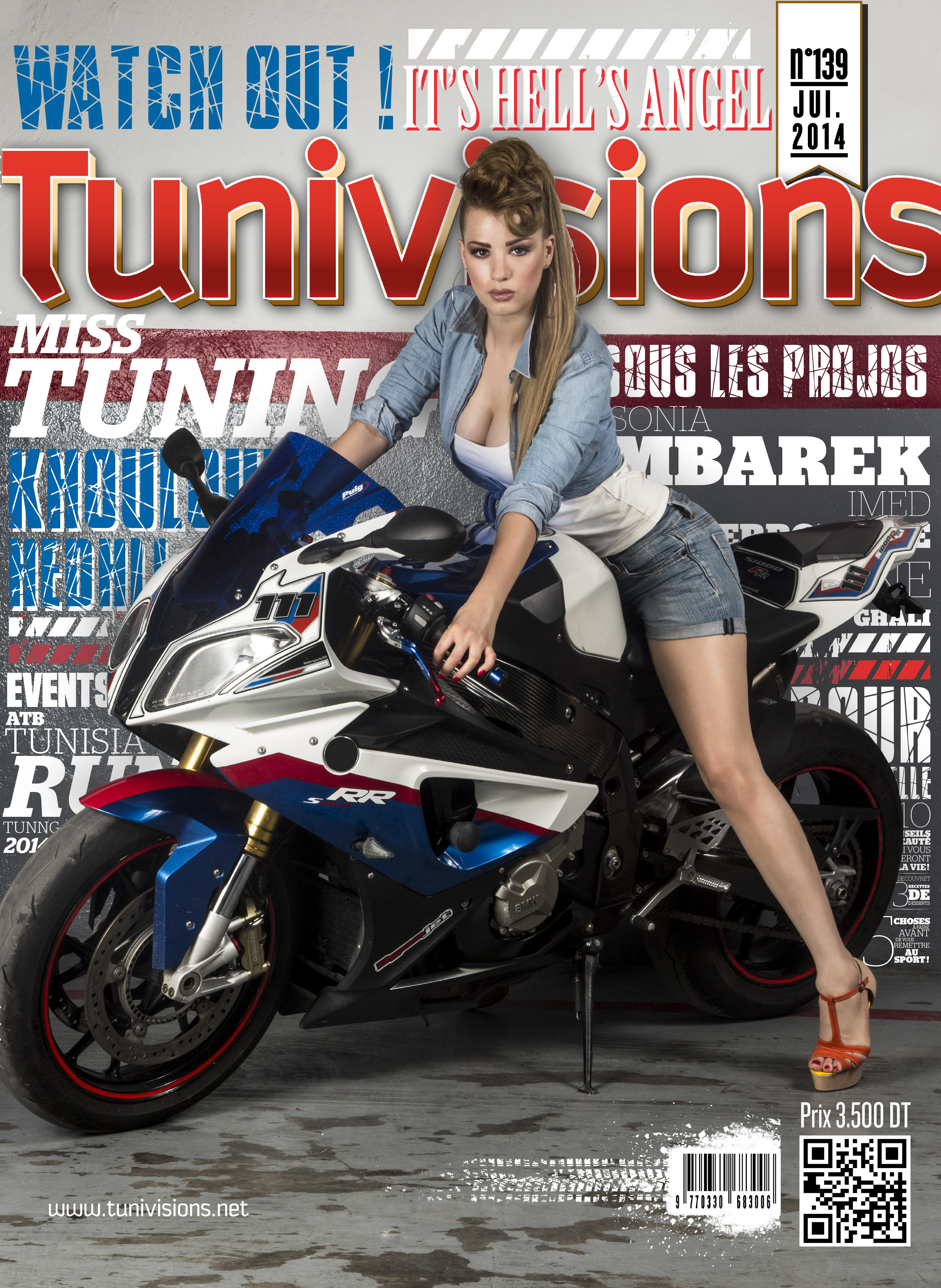
Couverture du numéro 139 de juillet 2014.
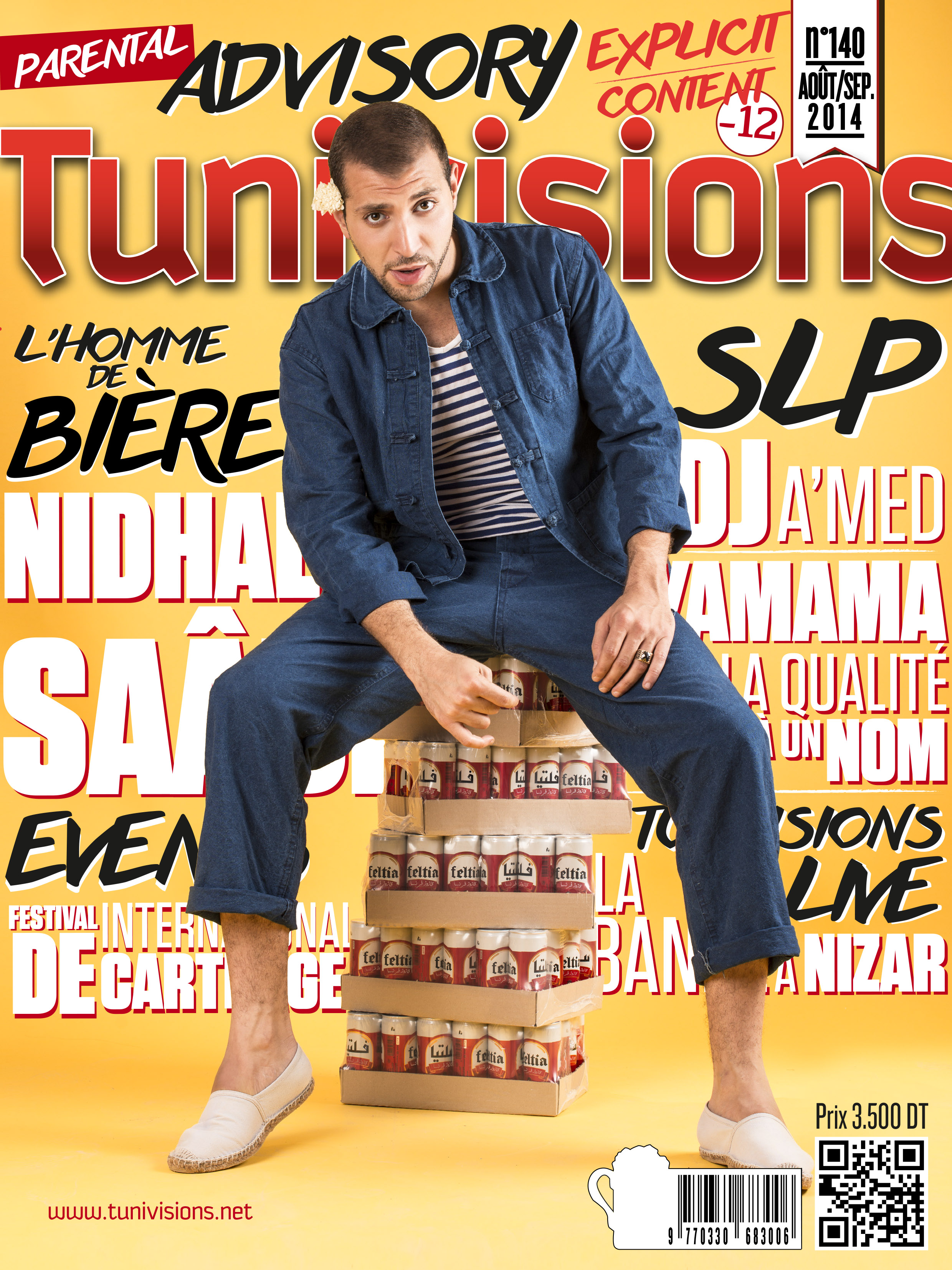
Couverture du numéro 140 d'août-septembre 2014.
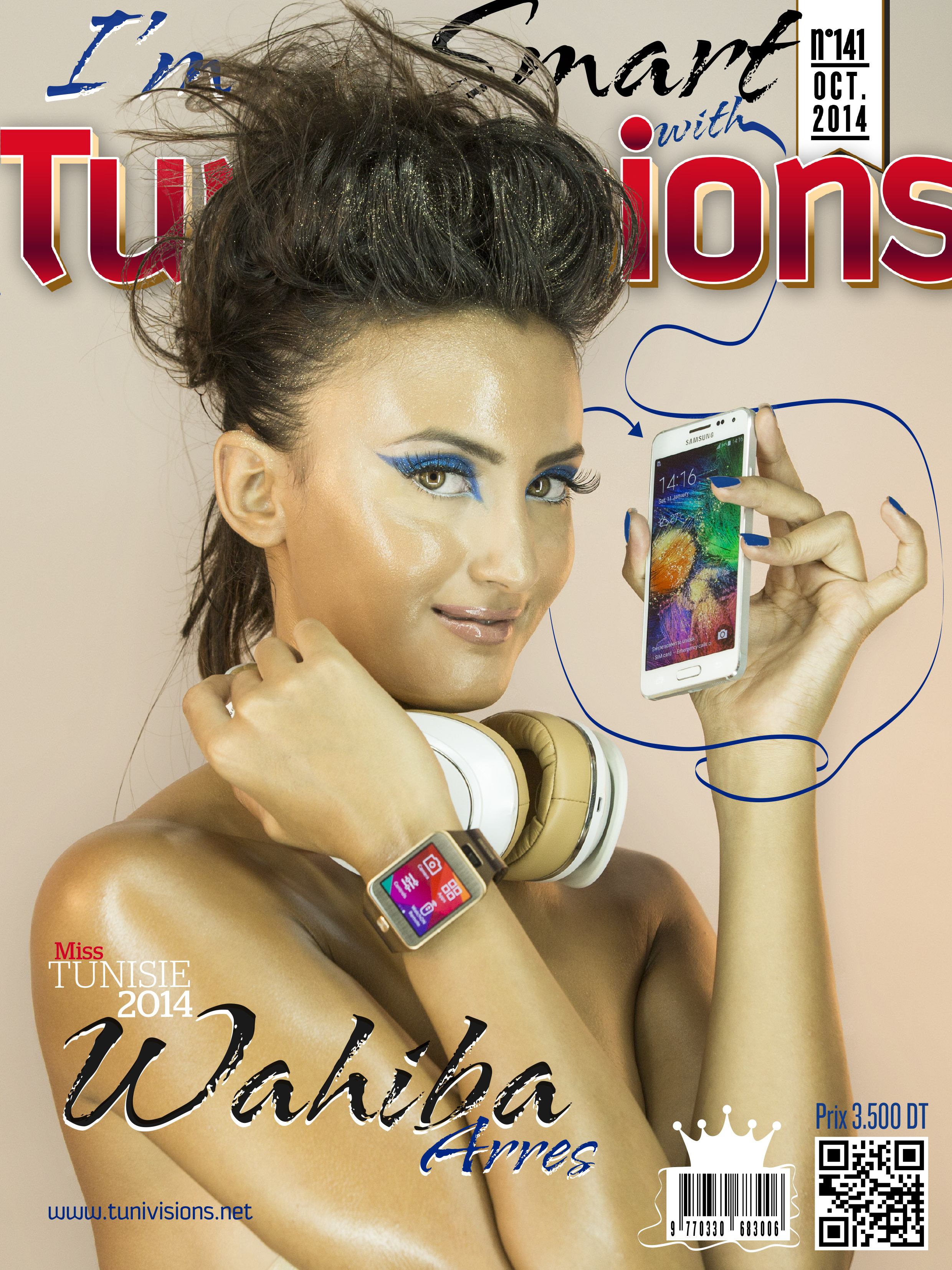
Couverture du numéro 141 d'octobre 2014.
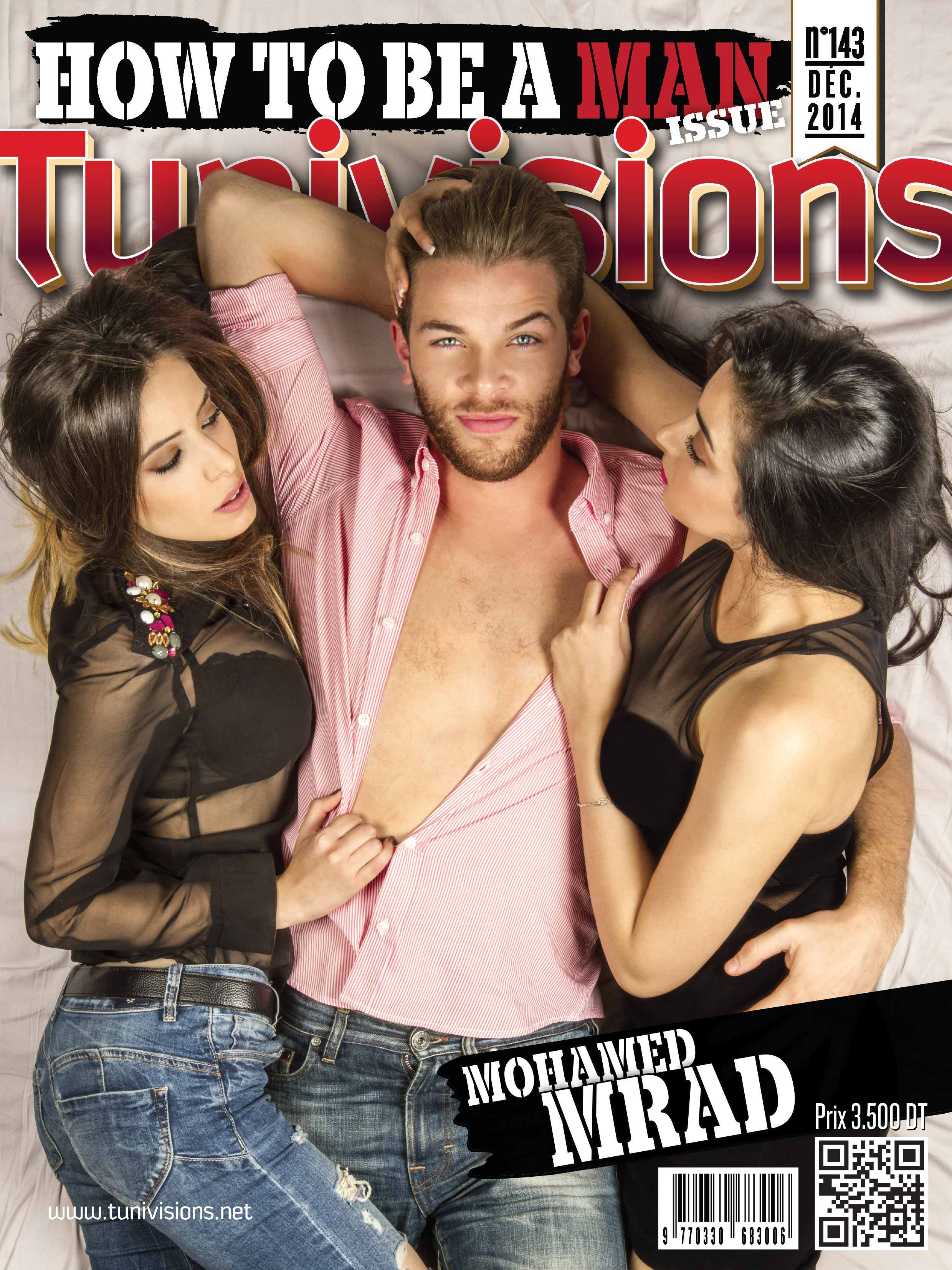
Couverture du numéro 143 de décembre 2014.

### 2015
- Janvier 2015 : Béji Caïd Essebsi
- Février 2015 : Les Dunes électroniques
- Mars 2015 : K2Rhym
- Avril 2015 : Moez Ben Gharbia et Wassim Herissi
- Mai 2015 : Daly Gana
- Juin 2015 : Eya Essif
- Juillet 2015 : Aymen Lessigue
- Août 2015 : Fathi Hachicha
- Septembre 2015 : Salah Mejri
- Octobre 2015 : Habiba Ghribi
- Novembre 2015 : Dicta Shot (film de Mokhtar Ladjimi)
- Décembre 2015 : Libero Peaudouce

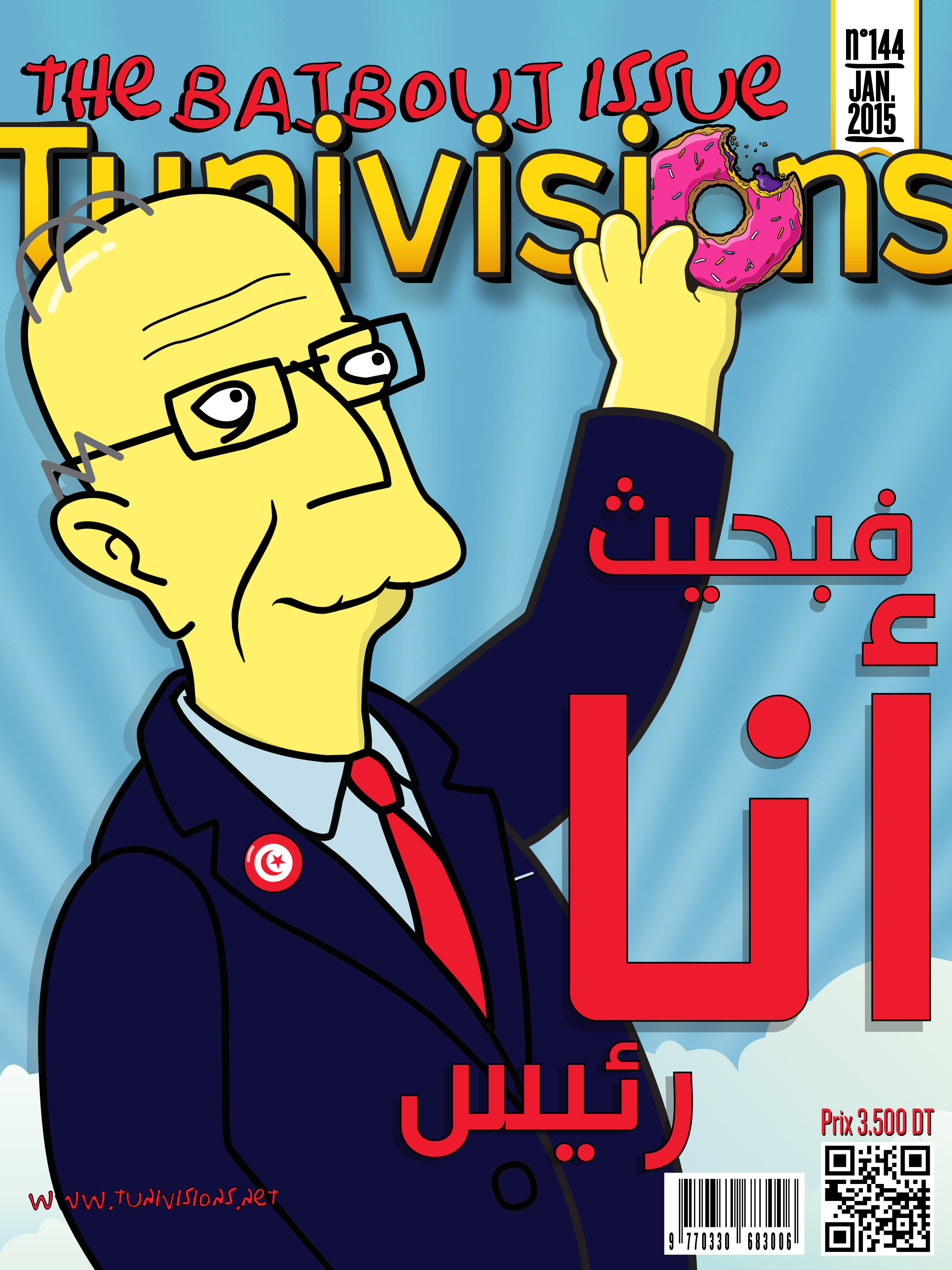
Couverture du numéro 144 de janvier 2015.
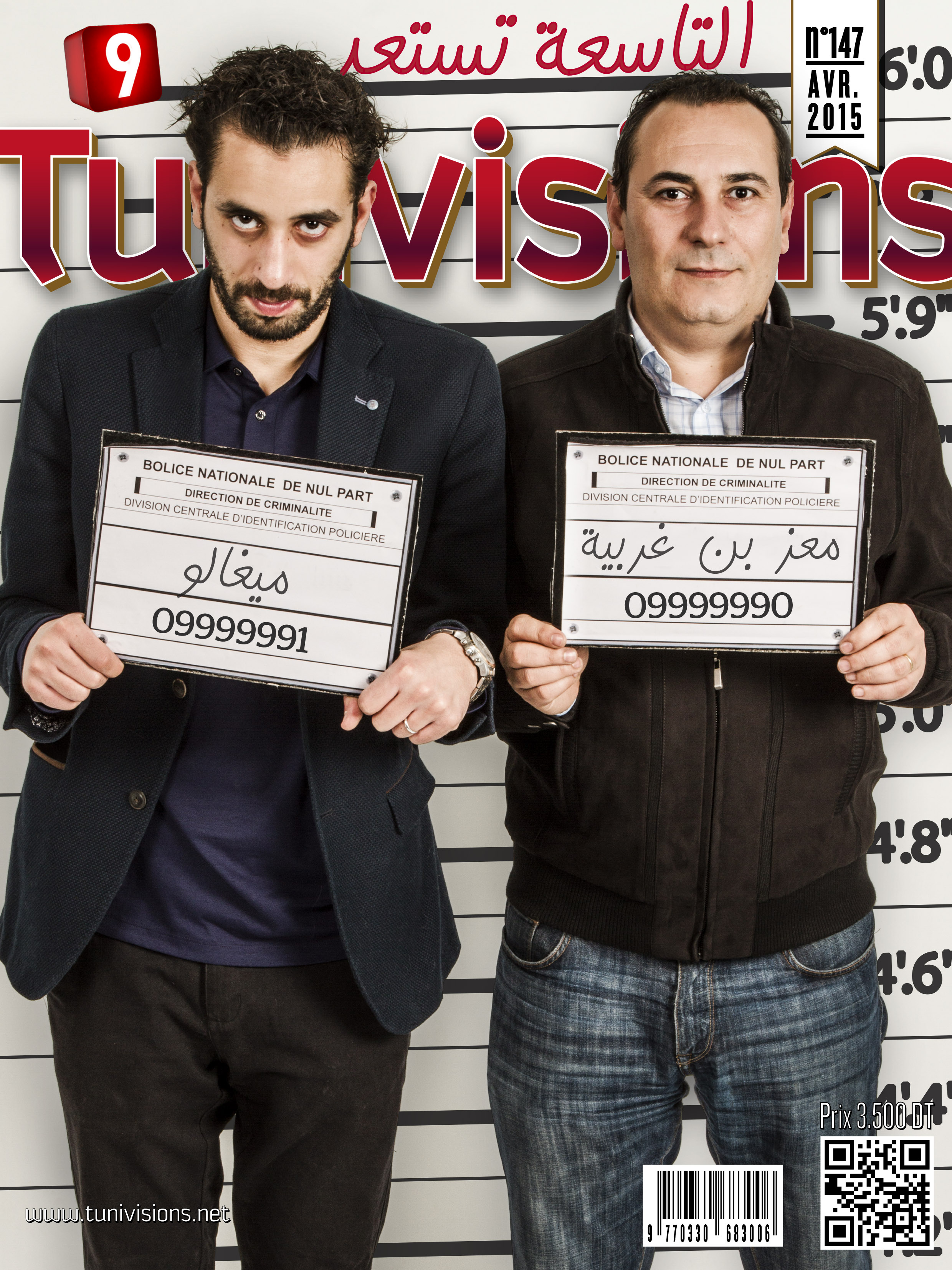
Couverture du numéro 147 d'avril 2015.
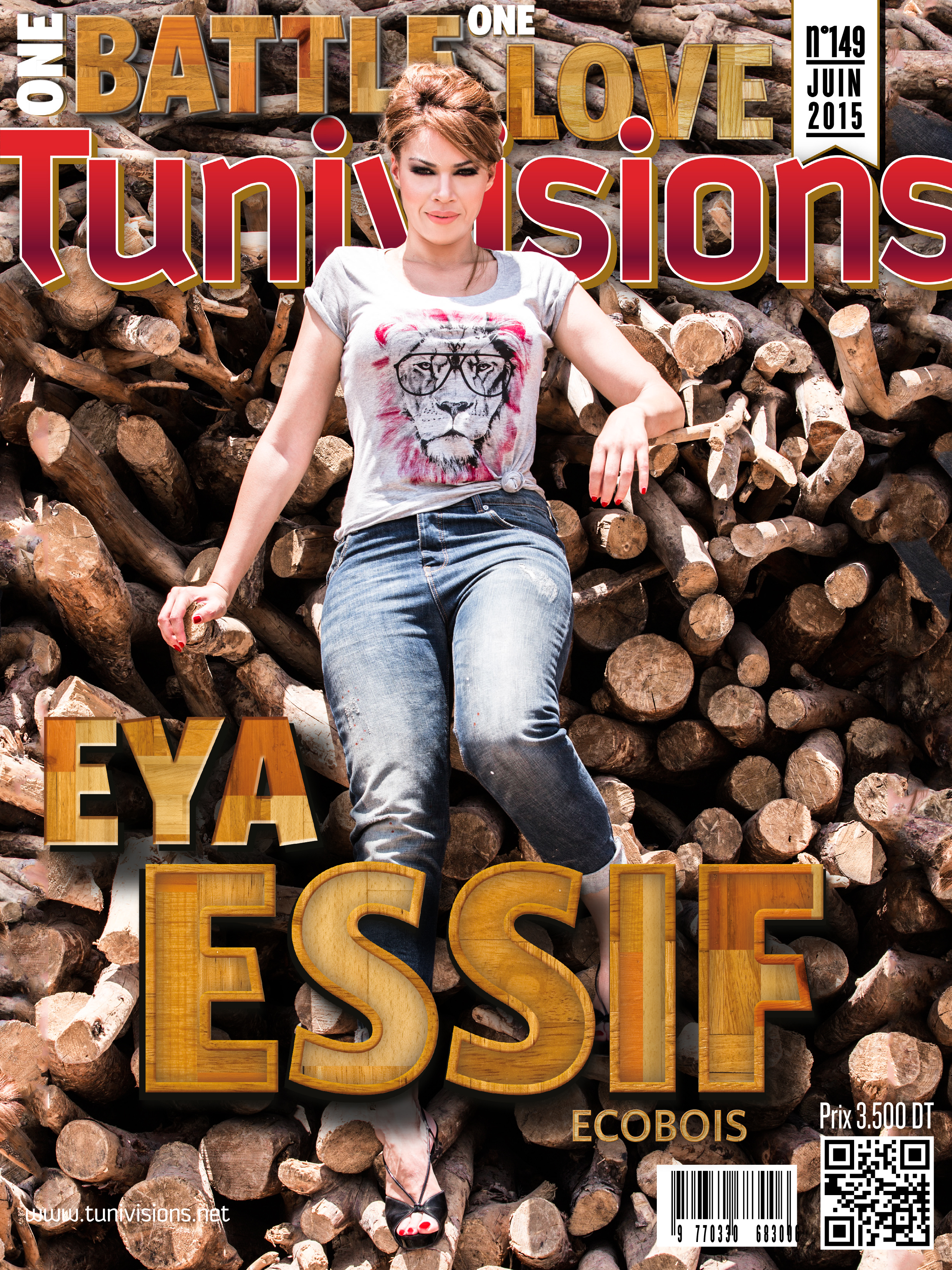
Couverture du numéro 149 de juin 2015.
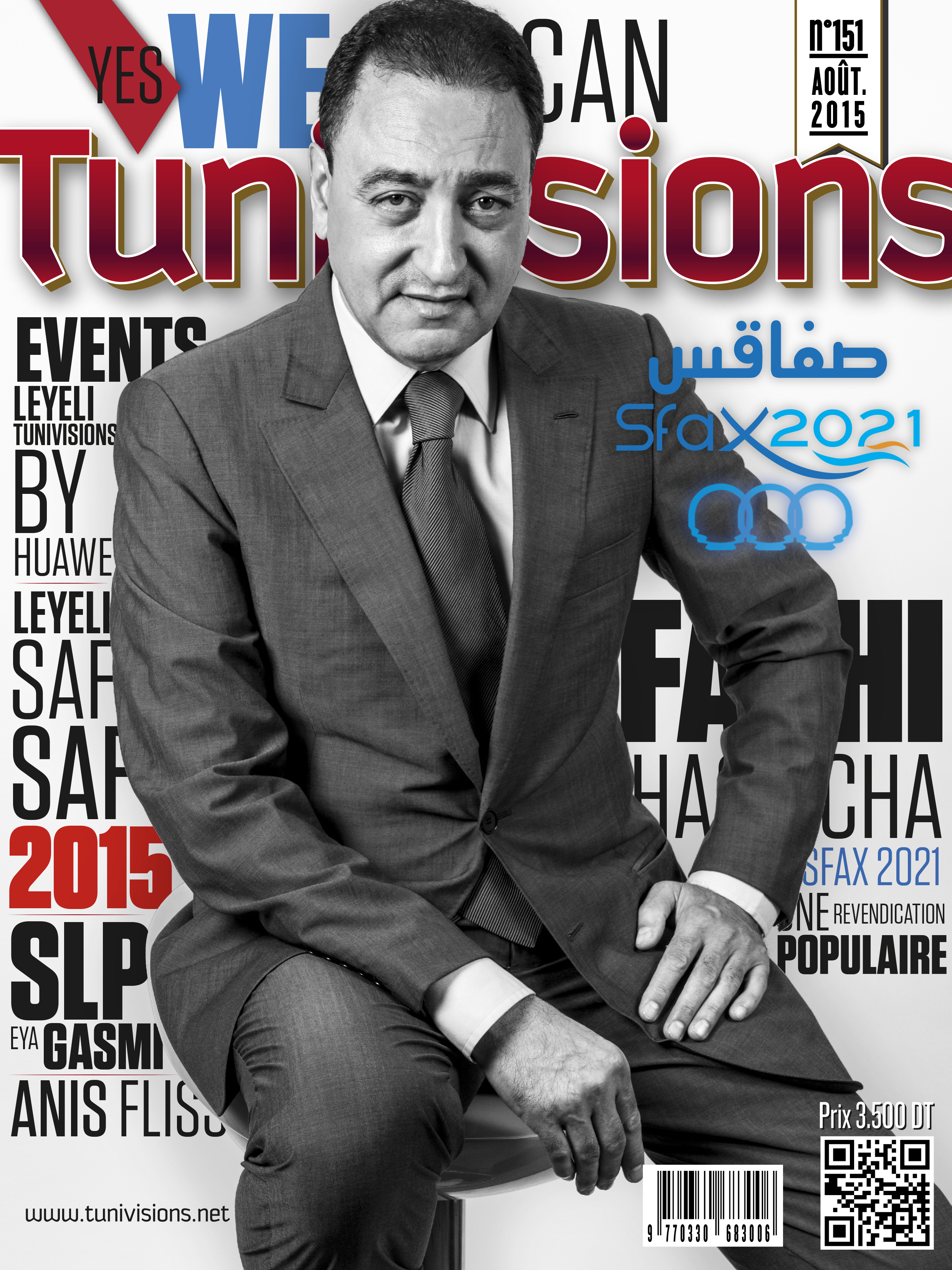
Couverture du numéro 151 d'août 2015.
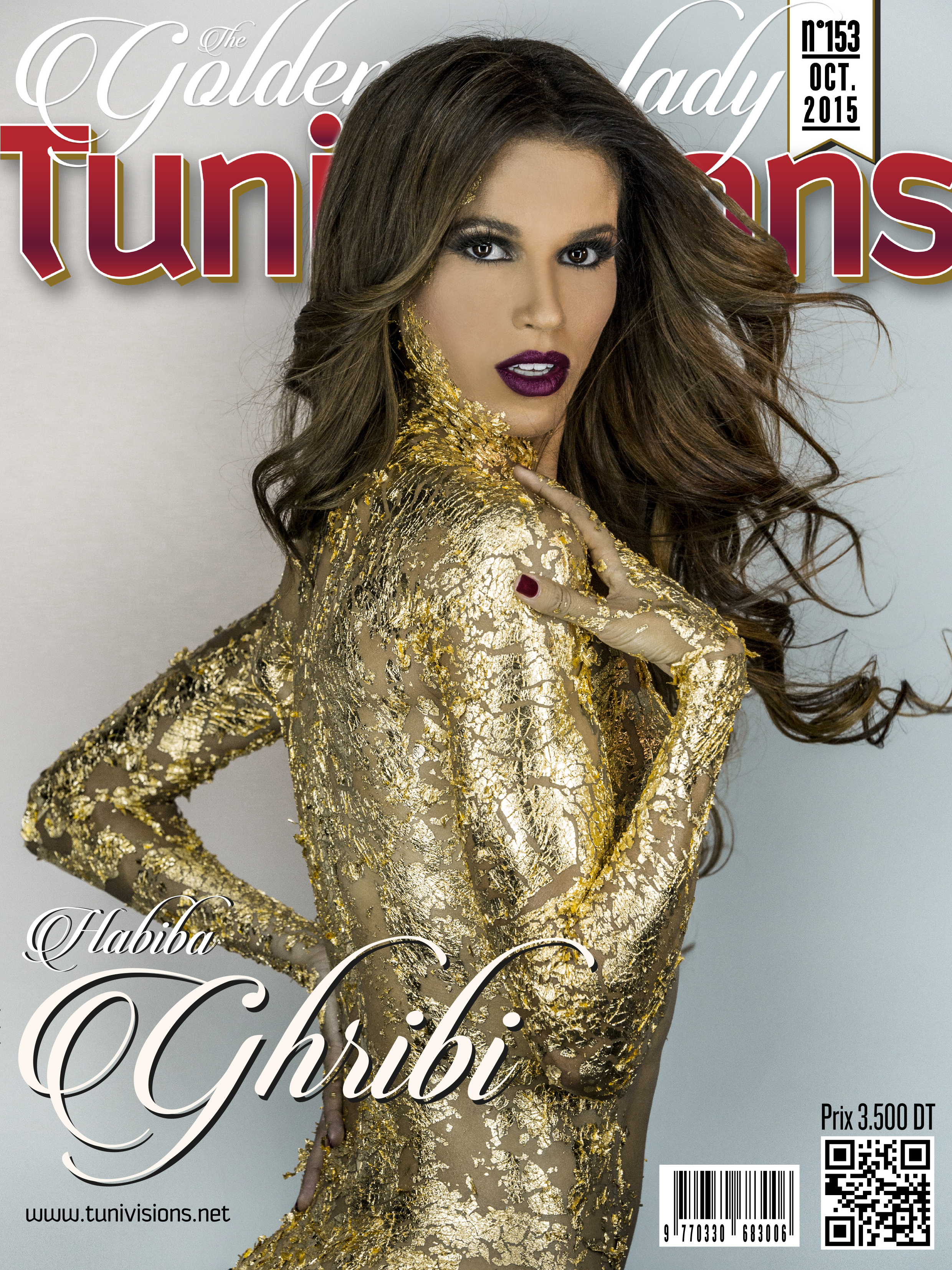
Couverture du numéro 153 d'octobre 2015.
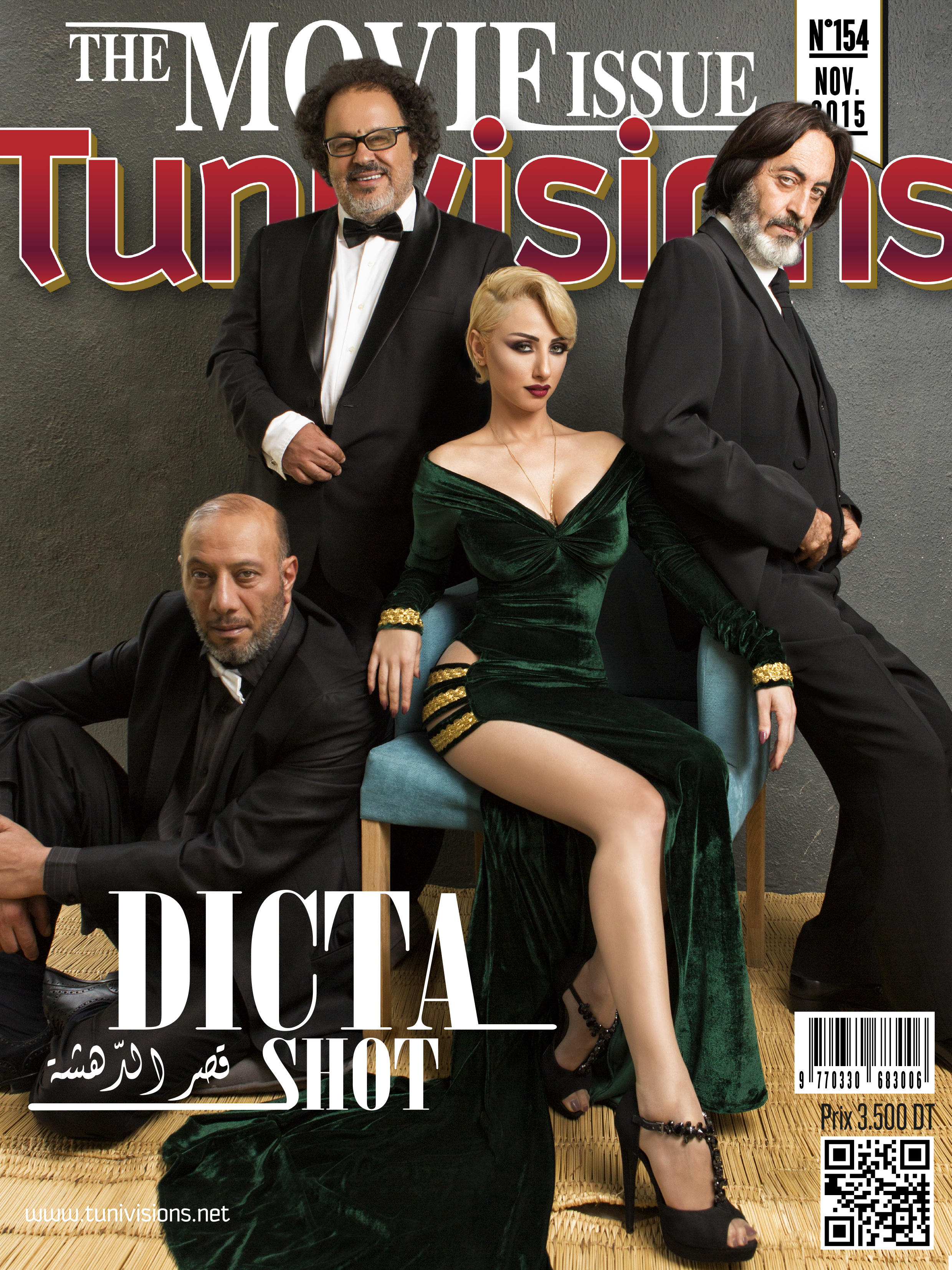
Couverture du numéro 154 de novembre 2015.

### 2016
- Janvier 2016 : Dorra Zarrouk
- Février 2016 : Jaafar Guesmi
- Mars 2016 : Ali Diouri
- Avril 2016 : Manel Amara
- Mai-Juin 2016 : Nassim Raissi
- Juillet-Août 2016 : Madih Belaïd et Rim Riahi
- Septembre-Octobre 2016 : Ibrahim Letaïef
- Novembre 2016 : La Belle, la brute et le truand (film de Ridha Béhi)
- Décembre 2016 : P9 par Huawei

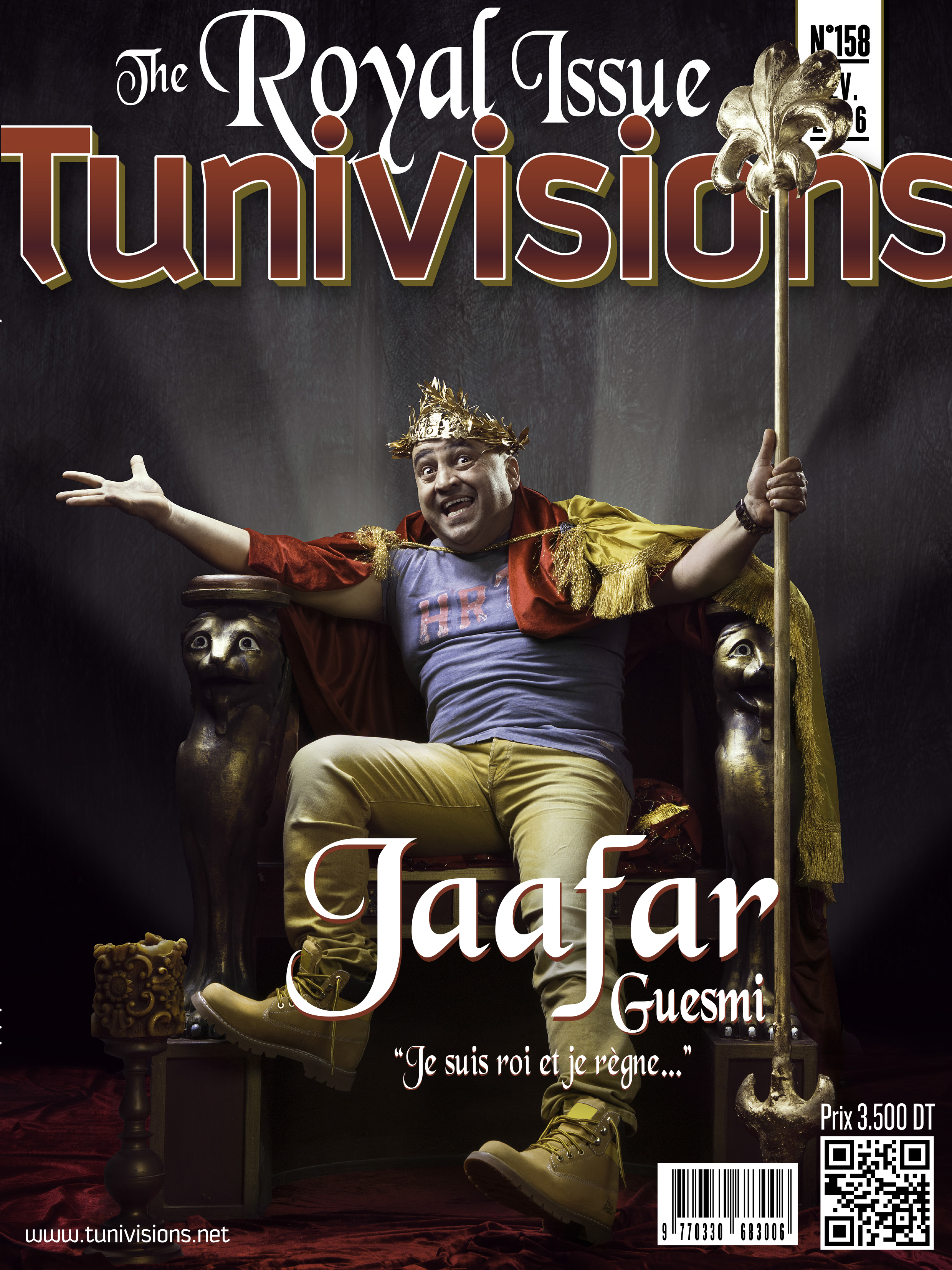
Couverture du numéro 158 de février 2016.
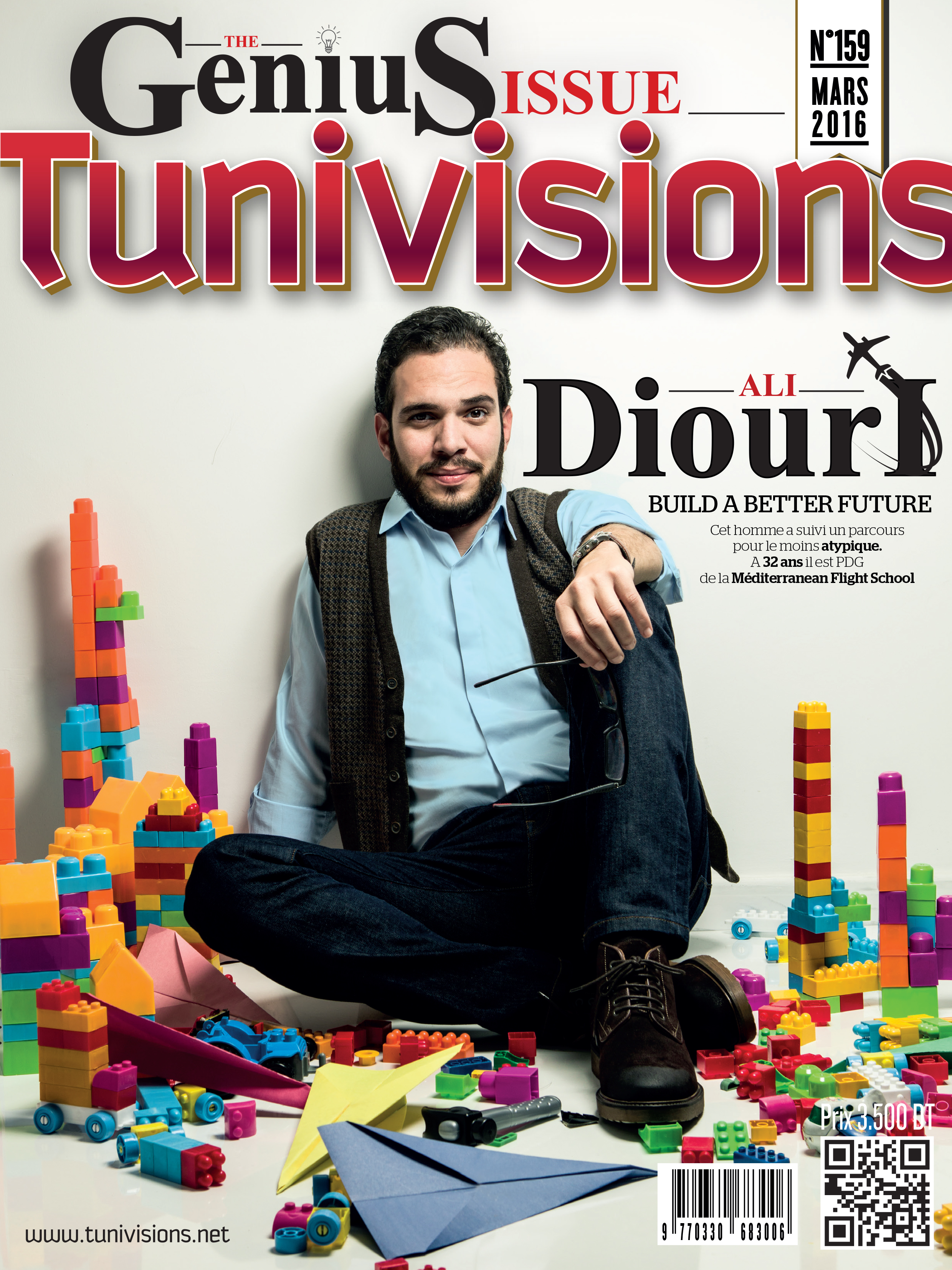
Couverture du numéro 159 de mars 2016.
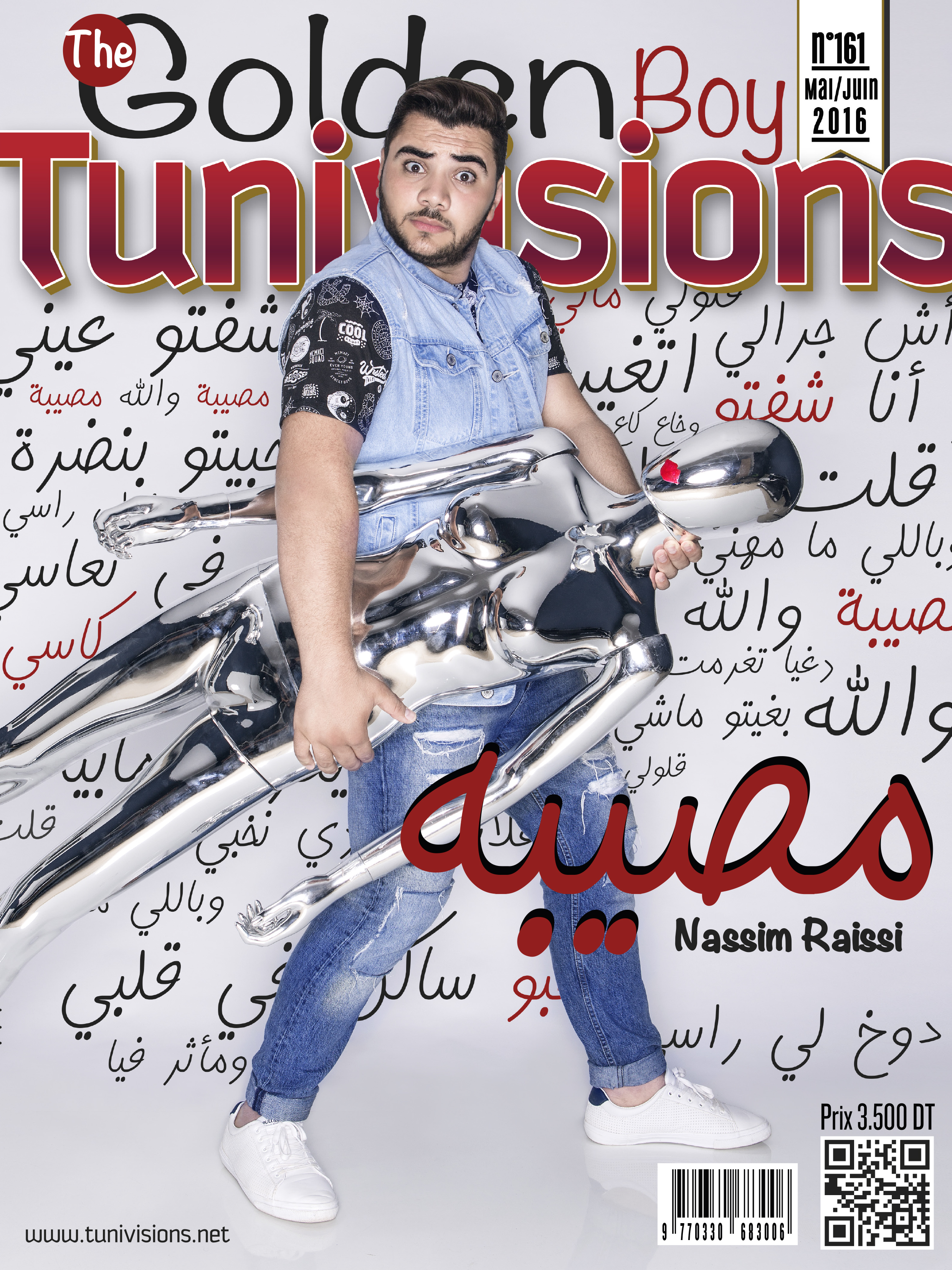
Couverture du numéro 161 de mai-juin 2016.
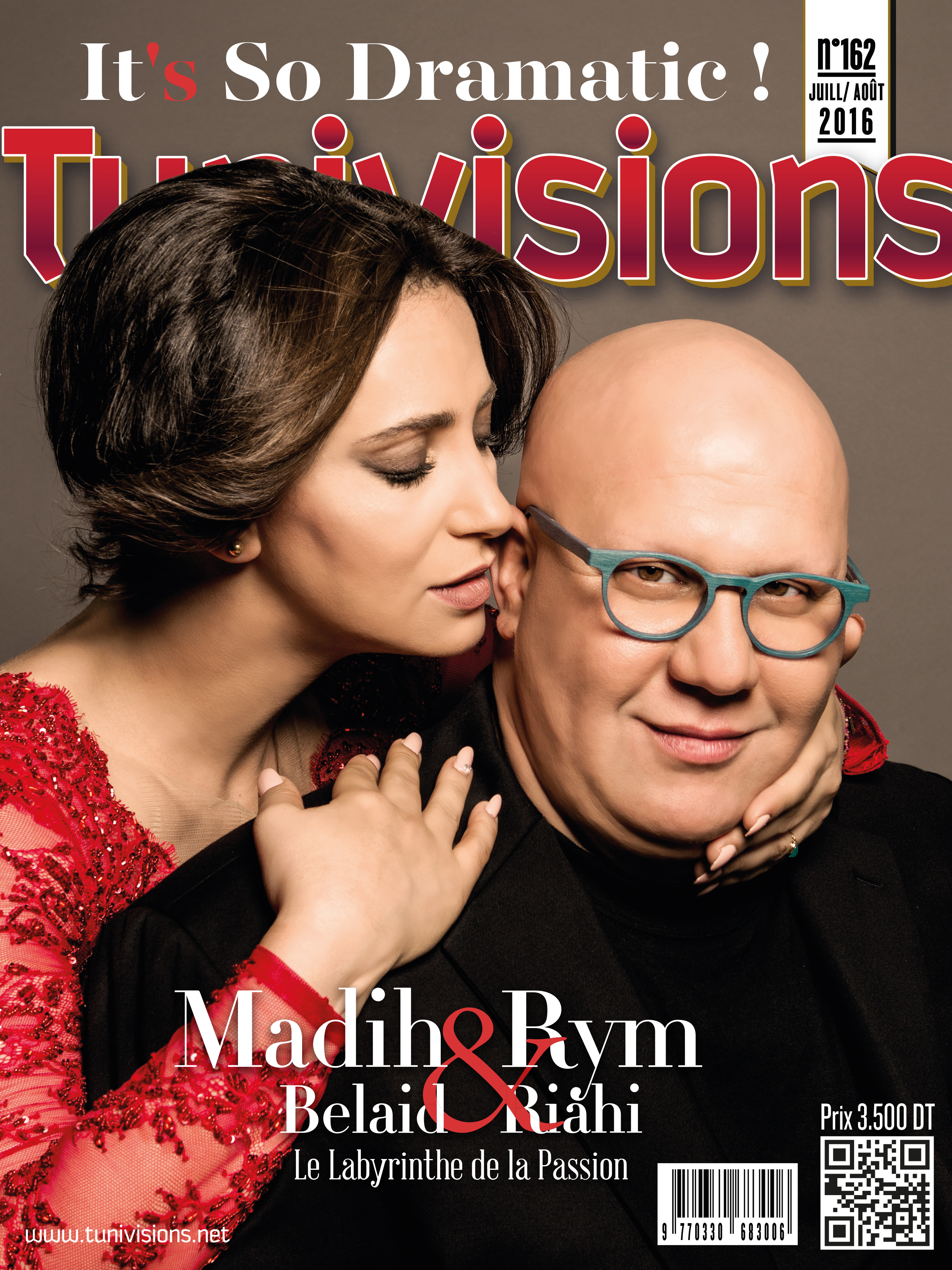
Couverture du numéro 162 de juillet-août 2016.
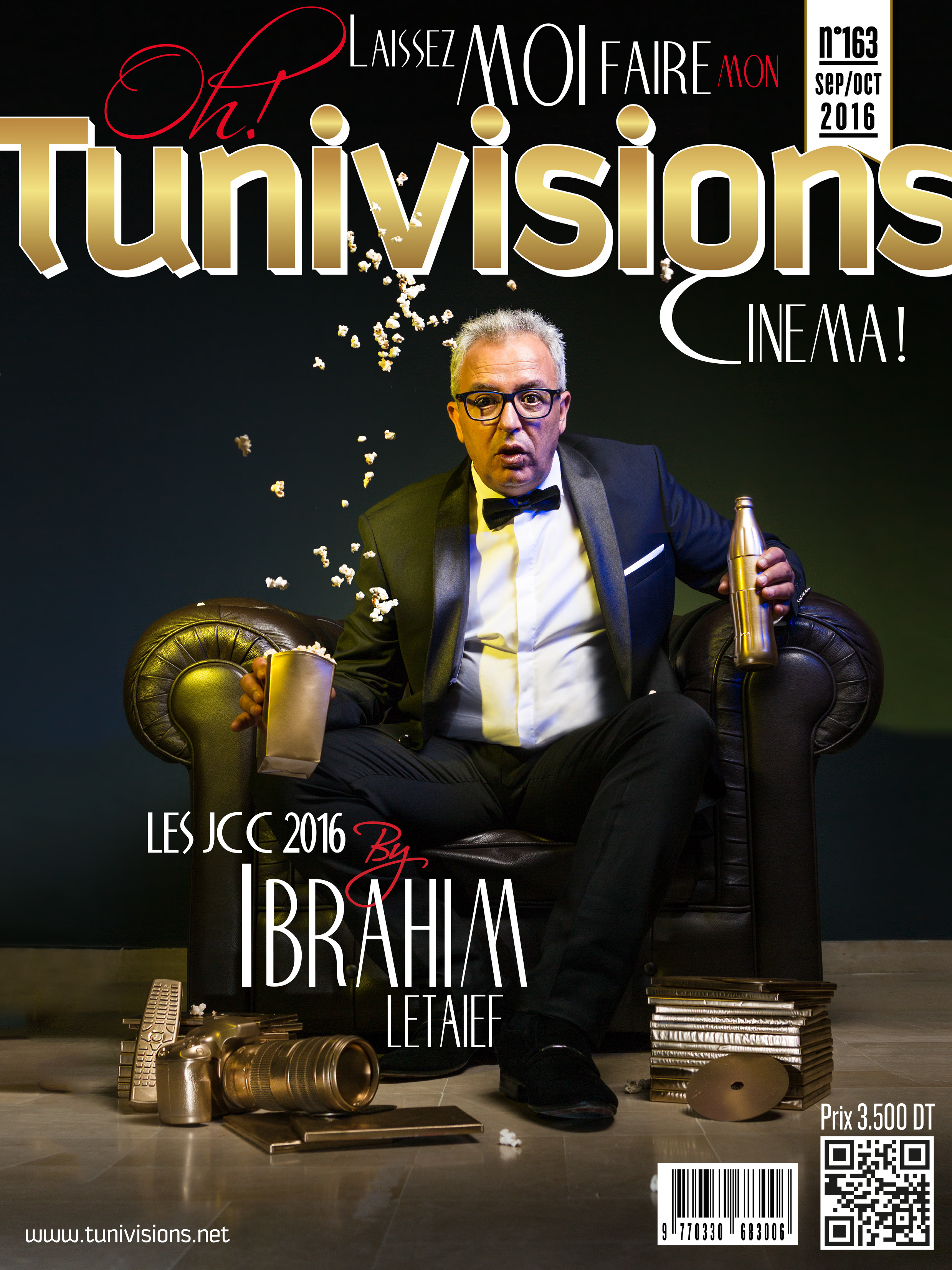
Couverture du numéro 163 de septembre-octobre 2016.
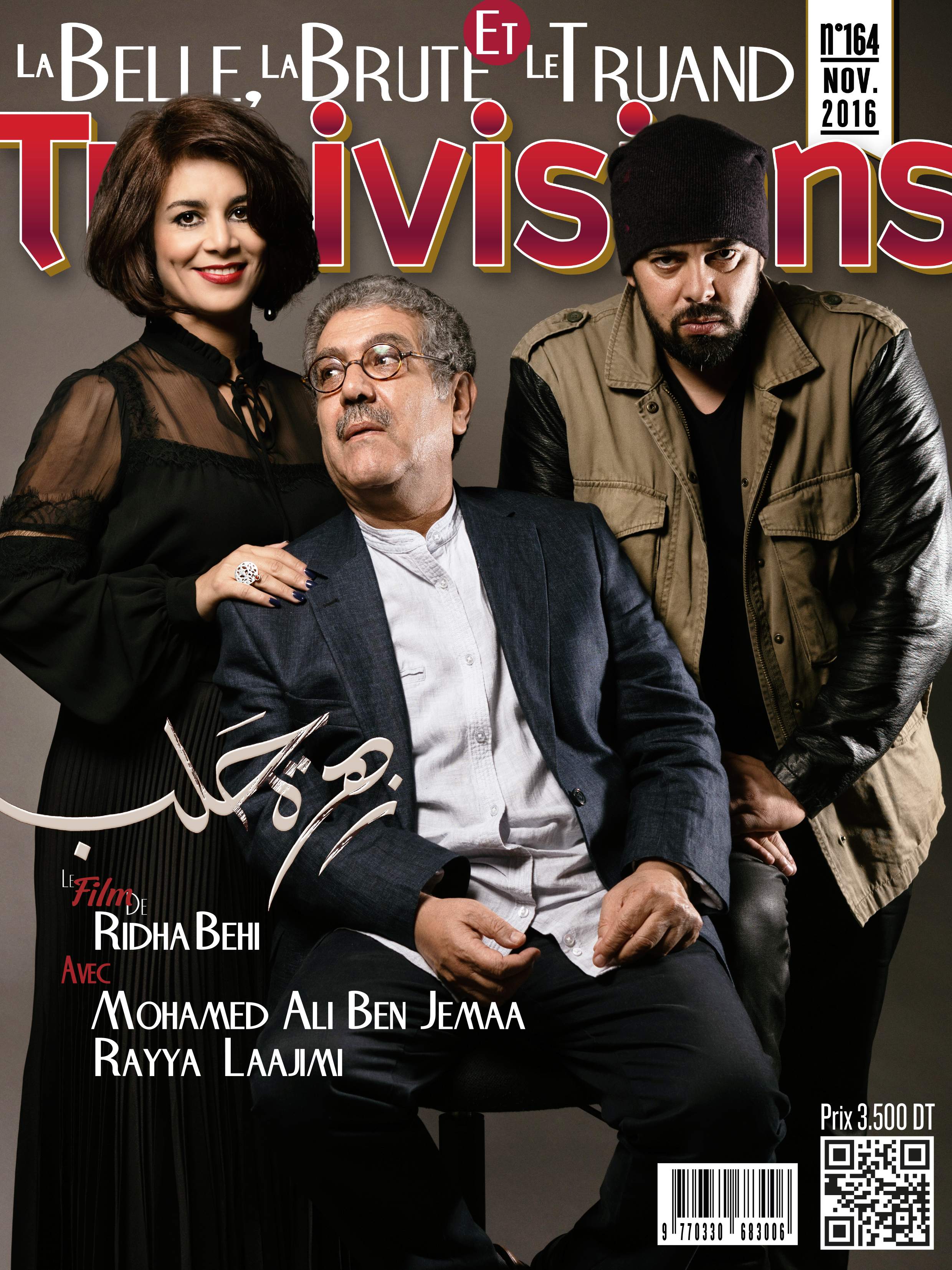
Couverture du numéro 164 de novembre 2016.

## Code QR

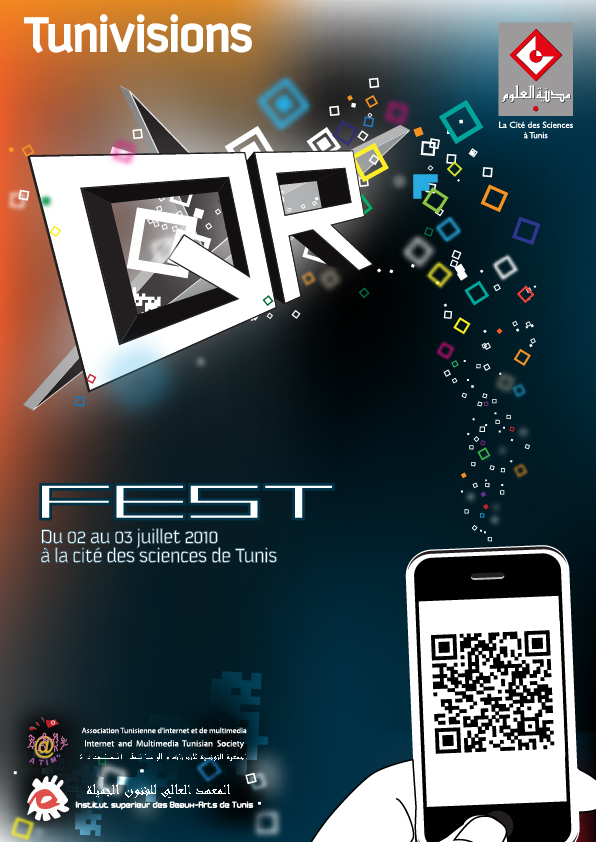
Affiche du QR Fest organisé en juillet 2010.

Tunivisions introduit le code QR en Tunisie à travers son numéro de mars 2010 qui a pour couverture un code QR géant déchiffrable avec un décodeur que le lecteur peut télécharger sur Internet. Ce code est un moyen de liaison entre le magazine et son site web.
Pour vulgariser le code QR en Tunisie, Tunivisions organise en juillet 2010 le QR Fest, en collaboration avec la Cité des sciences de Tunis, l'Institut supérieur des beaux-arts de Tunis et l'Association tunisienne d'Internet et multimédia ; cette manifestation se déroule sur deux jours avec une exposition, une démonstration des différents usages de cette technologie dans les médias et la communication et un workshop.

## ÉvènementsTunivisions
Afin de mettre en valeur les people tunisiens et pour créer de la vie mondaine autour des stars, Tunivisions met en place des évènements, en général des soirées, des week-ends ou des festivals thématiques, où se mélangent les stars, les médias et les hommes d'affaires pour permettre à tous de profiter de ces rencontres.

## Éditions en réalité augmentée
En janvier 2012, Tunivisions lance ses éditions en réalité augmentée pour mettre en place plus de synergie entre le magazine papier et la plate-forme web.